# Cuisine suisse
La cuisine suisse est, à l'image du pays, diversifiée par sa géographie et ses langues. Typiquement paysanne, robuste et faisant bon usage des ingrédients de saison, la gastronomie suisse est surtout connue à l'étranger pour ses repas traditionnels au fromage que sont la fondue et la raclette, mais aussi pour le chocolat.

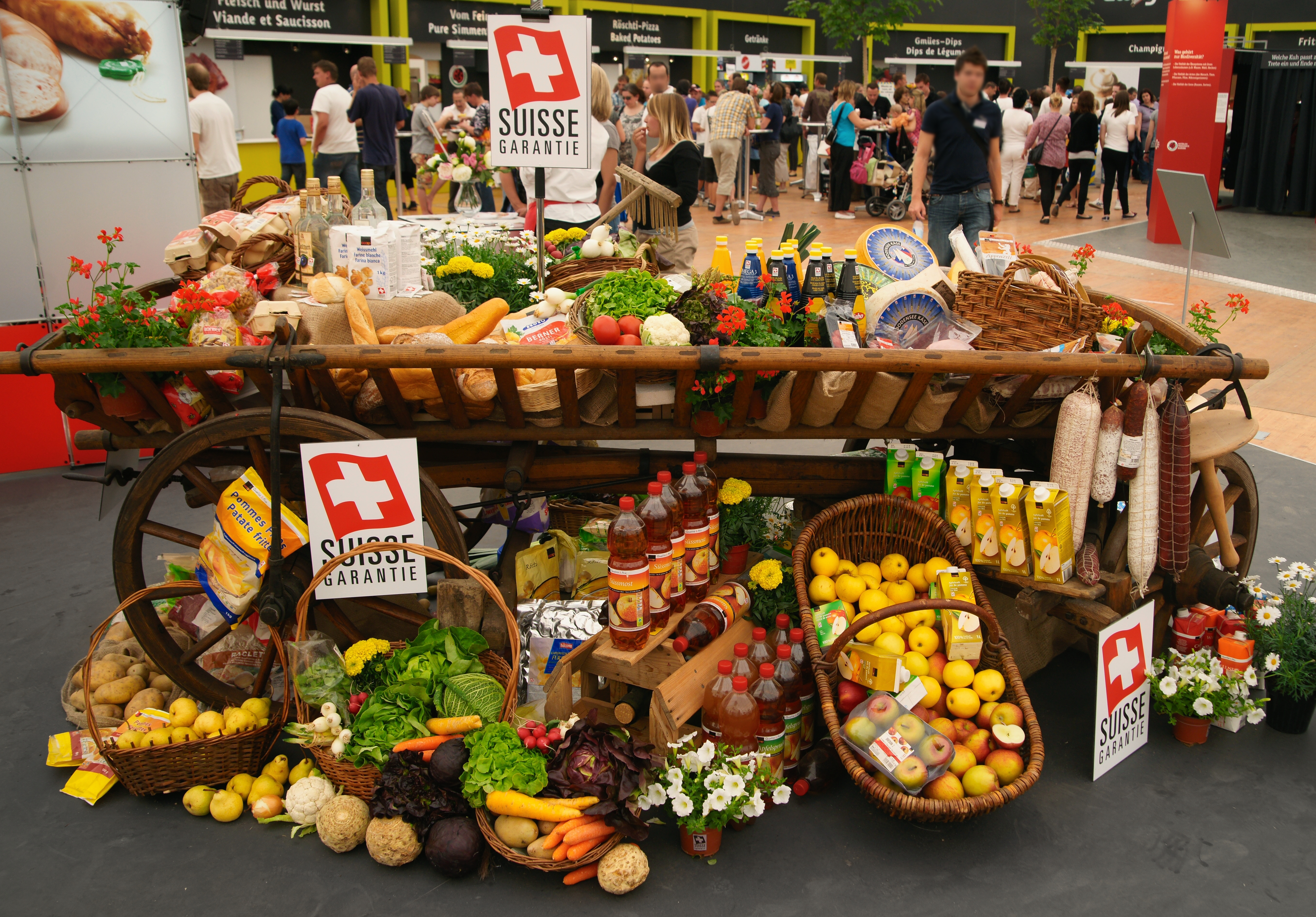
Un stand présentant des produits suisses.

## Caractéristique générale
Les traditions culinaires suisses proposent des plats roboratifs et caloriques, justifiés en partie par la nature montagneuse du pays, avec ses hivers longs et rudes. Par ses origines paysannes, la cuisine suisse utilise des ingrédients simples provenant de la région et disponibles selon les saisons (champignons, poissons des lacs et rivières, volailles et gibiers, laitages, beurre et crème, fruits et légumes). Beaucoup de plats doivent mijoter longtemps, telle la minestrone tessinoise. Les recettes se sont cependant adaptées au mode de vie actuel.
Chaque région et canton offre ses spécialités selon les produits à disposition, la géographie et les influences culturelles.

## Plats nationaux

### Fondue au fromage

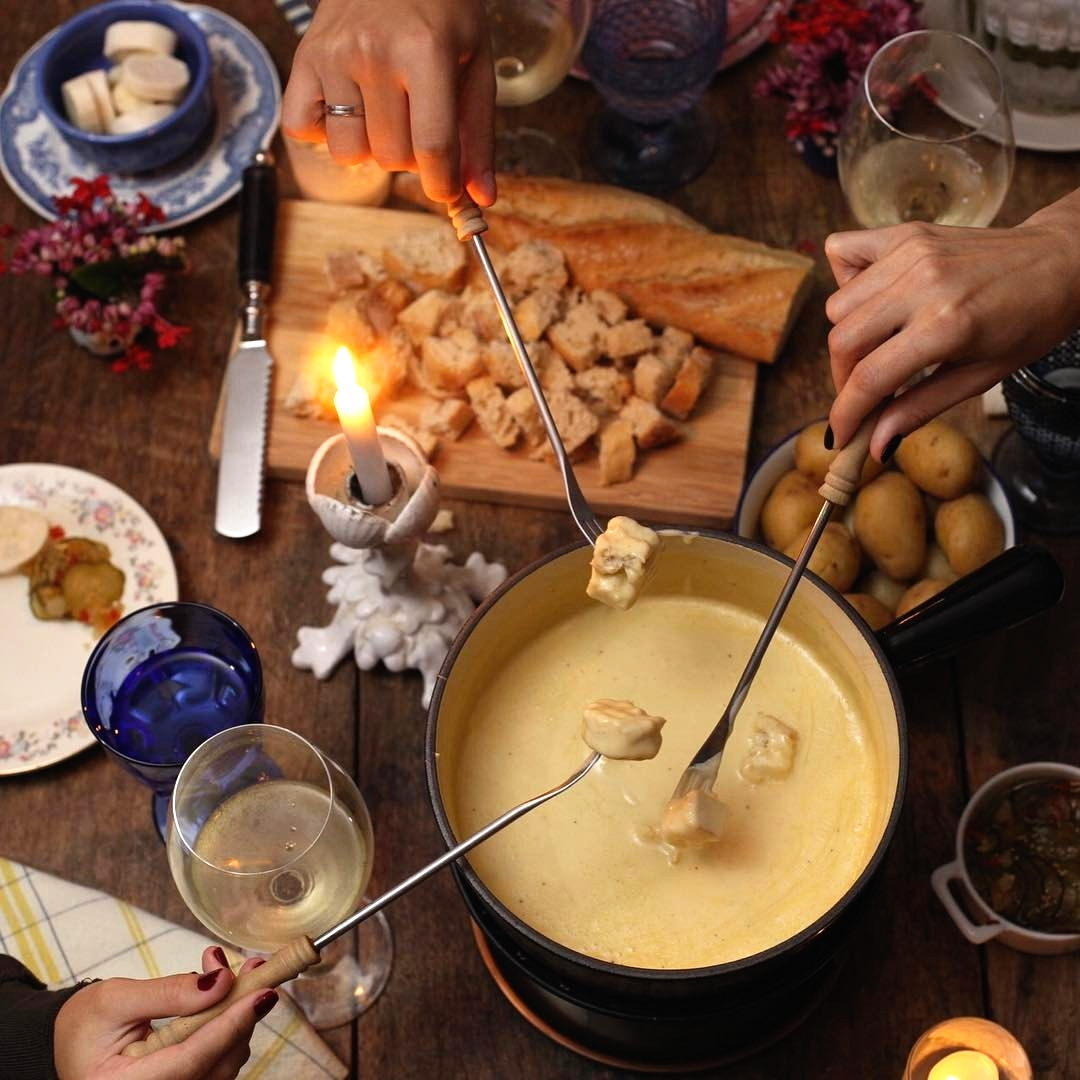
Fondue.

La fondue au fromage est un plat de fromage à pâte dure, tel que du gruyère, qui est mis à fondre avec du vin blanc et qui est consommé chaud avec du pain. Elle se présente dans un caquelon dans lequel chaque convive trempe son morceau de pain à l’aide d’une fourchette particulière. À la base du caquelon se trouve la source de chaleur (réchaud ou bougies). La fondue au fromage, décrite pour la première fois en 1699, dans un manuscrit zurichois édité par Albert Hauser et intitulé Pour cuire le fromage avec du vin, ressemble à la recette d'aujourd'hui. La recette actuelle est pour la première fois décrite dans un livre de cuisine de l'École ménagère de Zurich en 1885.

### Raclette
La raclette est un plat valaisan typique obtenu en raclant une demi-meule de fromage fondu à sa surface par la proximité d'une source de chaleur, celle-ci étant à l'origine et traditionnellement un feu de bois (on peut aussi employer un four électrique). La raclette est accompagnée de pommes de terre en robe des champs, de cornichons, de petits oignons et du Fendant comme boisson. Les premières mentions de « fromage rôti », un plat se consommant dans les régions montagneuses de Suisse, remontent au XIIIe siècle. C'est à partir de 1909, lors de l'Exposition Cantonale de Sion, que le fromage rôti prend le nom de raclette, mais ce mot est déjà employé en 1875,.

### Rösti

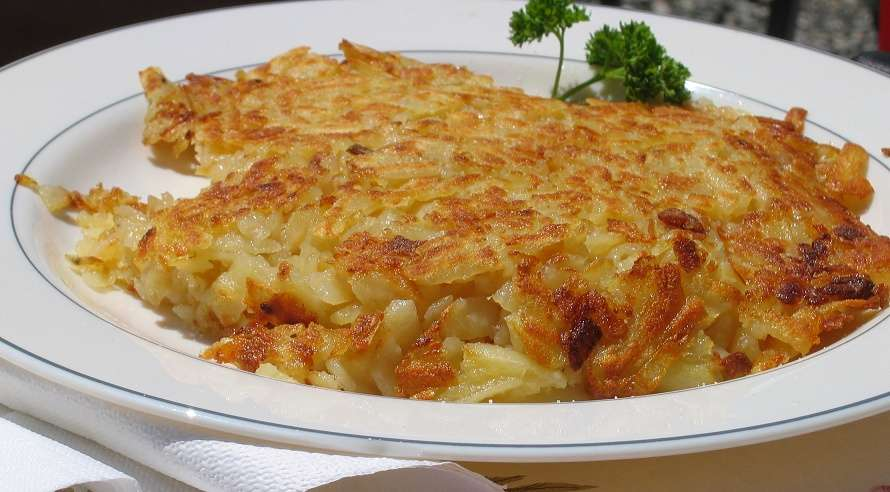
Rösti.

Les röstis ou rœsti (nom masculin pluriel) sont des galettes de pommes de terre mélangées avec du fromage, des oignons et des pièces de lard pour la variante typiquement bernoise. Ce plat, originaire de Zurich, est fait avec des pommes de terre crues dans sa version zurichoise. Il s'est répandu en direction de Berne où il est fait avec des pommes de terre cuites. C'est là qu'il prit le nom de Rösti. Il existe de nombreuses variantes en Suisse et hors des frontières. Cette spécialité culinaire donne son nom au « röstigraben » qui désigne les différences culturelles entre Suisses romands et alémaniques.

### Birchermüesli
Le birchermüesli est une composition du docteur Max Bircher-Benner créée dans les années 1900 pour ses vertus diététiques. C'est un repas (petit-déjeuner ou quatre-heures) composé d'avoine (ou autres céréales) écrasé dans du lait sucré au miel et accompagné de morceaux de pomme. Après la Deuxième Guerre mondiale, le birchermüesli est devenu très populaire dans toute la Suisse grâce aux cours ménagers et à l'armée. Il en existe maintenant différentes variantes.

## Produits suisses

### Boulangerie

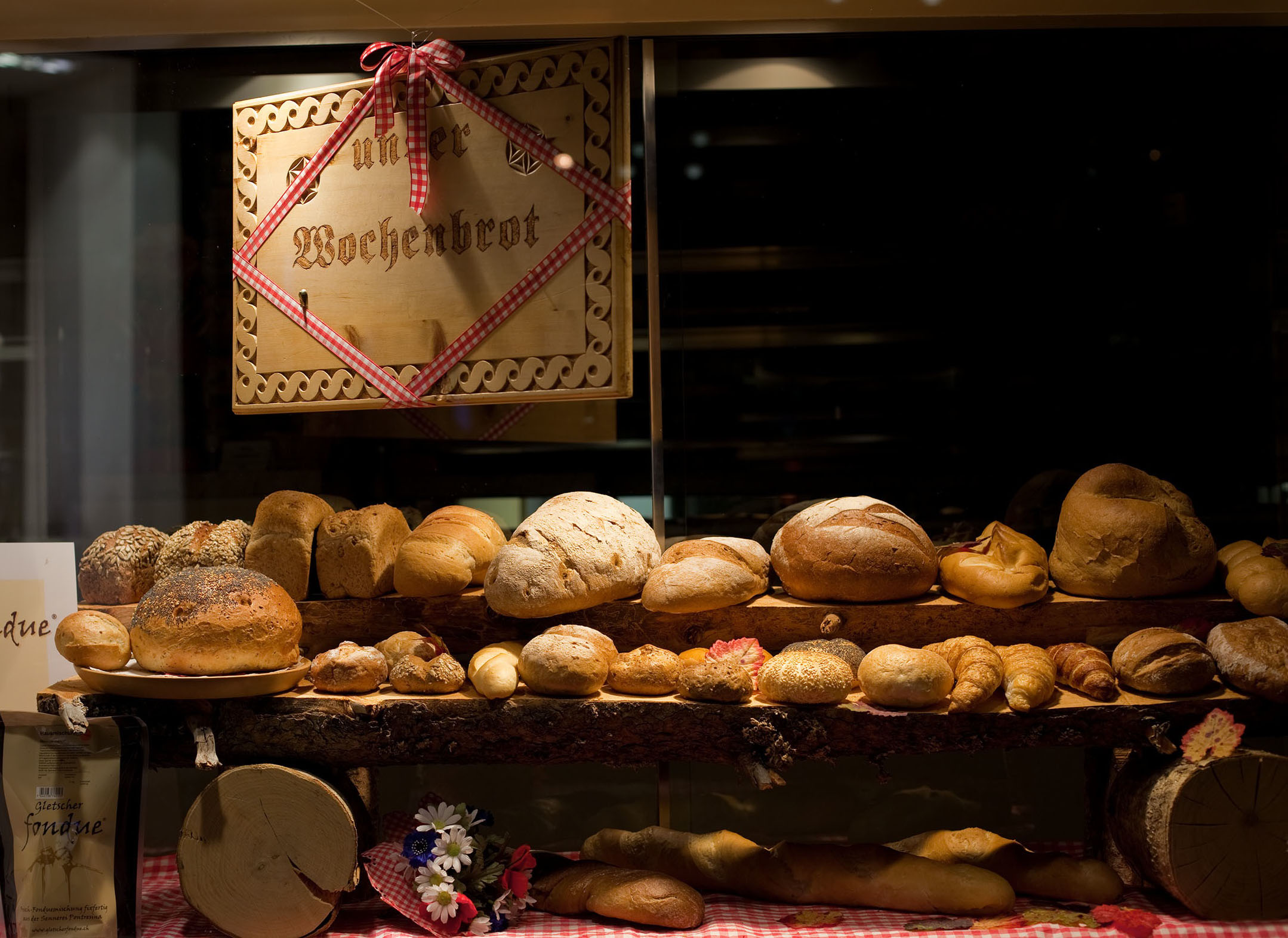
Étalage d'une boulangerie grisonne.

Au Moyen Âge et jusqu'au XIXe siècle, la boulangerie relevait du régime des Banalités. L'offre en pains au Moyen Âge diffère selon les régions, il est de formes diverses (miches, couronnes) et fait avec divers types de farine. Il y a également de la boulangerie fine : tresses, ballons, petits pains et bretzels. Dès 1850, des installations à chauffage extérieur remplacent les anciens fours en pierre chauffés de l'intérieur et le début de la mécanisation, vers 1900, voit les premières boulangeries industrielles avec les machines à pétrir et à diviser la pâte.
Il existe des pains consommés dans toute la Suisse, comme le pain paysan (Bauernbrot, pane del nonno), le pain bis ou pain mi-blanc, la tresse (Zopf, treccia), les petits pains au lait (Weggli, panini al latte), des pains cantonaux, dont certains sont très répandus tel le pain tessinois (pane ticinese) et le pain zurichois, ainsi que des pains particuliers pour certains événements. le pain du 1er août est confectionné le jour de la fête nationale. La galette des Rois est une coutume attestée en Suisse depuis 1390. À Noël, les traditions dépendent de la culture : « Christstollen » pour les régions germanophones et « panettone » pour les régions italophones du pays. On trouve également les merveilles (Fasnaschtschüechli) et de nombreuses coutumes liées au pain sont associées au carnaval. Les spécialités de pain d'épice sont, notamment, le « biber » d'Appenzell et Saint-Gall, une très ancienne pâtisserie à base de miel, le « Leckerli » de Bâle, le biscôme de Fribourg et le « Tirggel » de Zurich.

### Fromages et produits laitiers

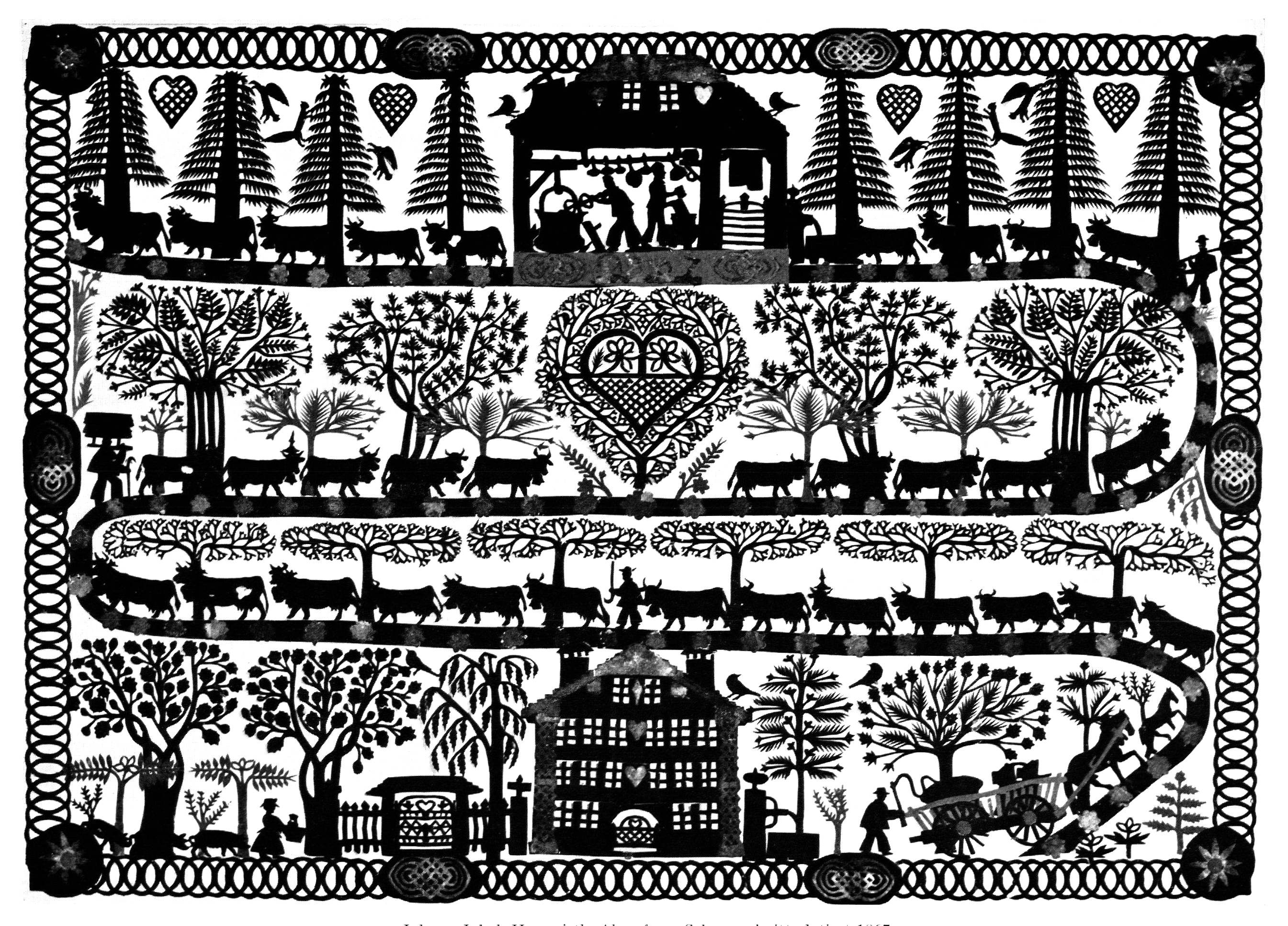
Traditions alpestres et fromagères sur papier découpé (1867).

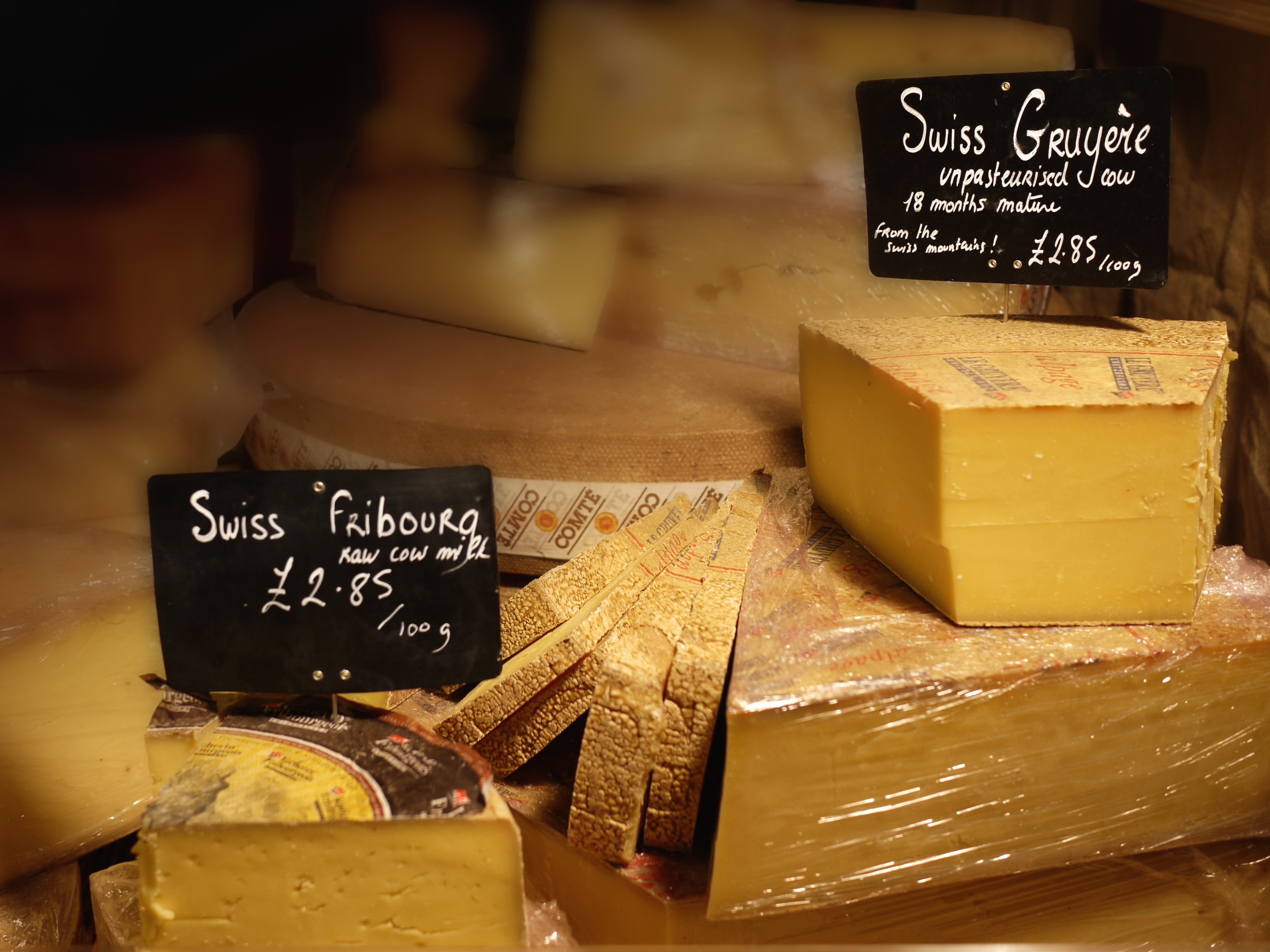
Fromage suisse d'exportation sur un marché britannique.

La Suisse possède une tradition fromagère forte et ancestrale,. L'élevage de bovins, de moutons et de chèvres pour le lait est attesté au Néolithique et, dès l'Antiquité, du fromage est exporté des régions alpines. Le relief accidenté du pays rend impropres à la culture environ 80 % des terres agricoles, elles sont donc principalement exploitées pour l'élevage bovin et ovin. Ce mode d'exploitation a forgé une grande partie du paysage suisse, dans les Alpes, le Jura ou sur le plateau suisse. De nos jours, les fromageries et les alpages de Suisse produisent près de 800 variétés de fromages sans compter les fromages frais. De plus, les produits laitiers en général sont fortement appréciés dans tout le pays, le beurre et la crème étant des ingrédients classiques de la gastronomie suisse, particulièrement au nord des Alpes. Parmi les plus réputés, il y a la crème de Gruyère, qui est une crème double souvent servie en dessert.
Les fromages sont consommés dans toute la Suisse à partir du XIXe siècle. Auparavant, la consommation de produits laitiers n'était courante que sur les lieux de production, Alpes et Préalpes, souvent des fromages frais, tels que le sérac. En dehors de ces lieux, seuls de riches citadins ou des paysans aisés avaient les moyens de s'offrir un morceau de fromage à pâte dure. Les paysans livraient tout leur lait aux fromageries villageoises et n'en gardaient même pas pour leur propre consommation. La consommation de fromage se répandit dans tous les milieux au cours de la seconde moitié du XIXe siècle.
Quelques fromages sont protégés par une appellation d'origine protégée (AOP) : formaggio d'Alpe Ticinese (fromage d'alpage tessinois), Berner Alpkäse (fromage d'alpage bernois), Glarner Alpkäse (fromage d'alpage glaronais), Bloderkäse-Sauerkäse, emmental, L'Etivaz, gruyère, raclette, sbrinz, tête de moine, vacherin fribourgeois et vacherin mont d'or. Le découpage et la présentation diffèrent selon le type de fromage. La tête de moine est, par exemple, raclée sur une girolle. Au début du XXIe siècle la consommation de fromages indigène est principalement le gruyère AOP (16,4 % de la production totale en 2004), puis le raclette, la mozzarella et l'emmental AOP.

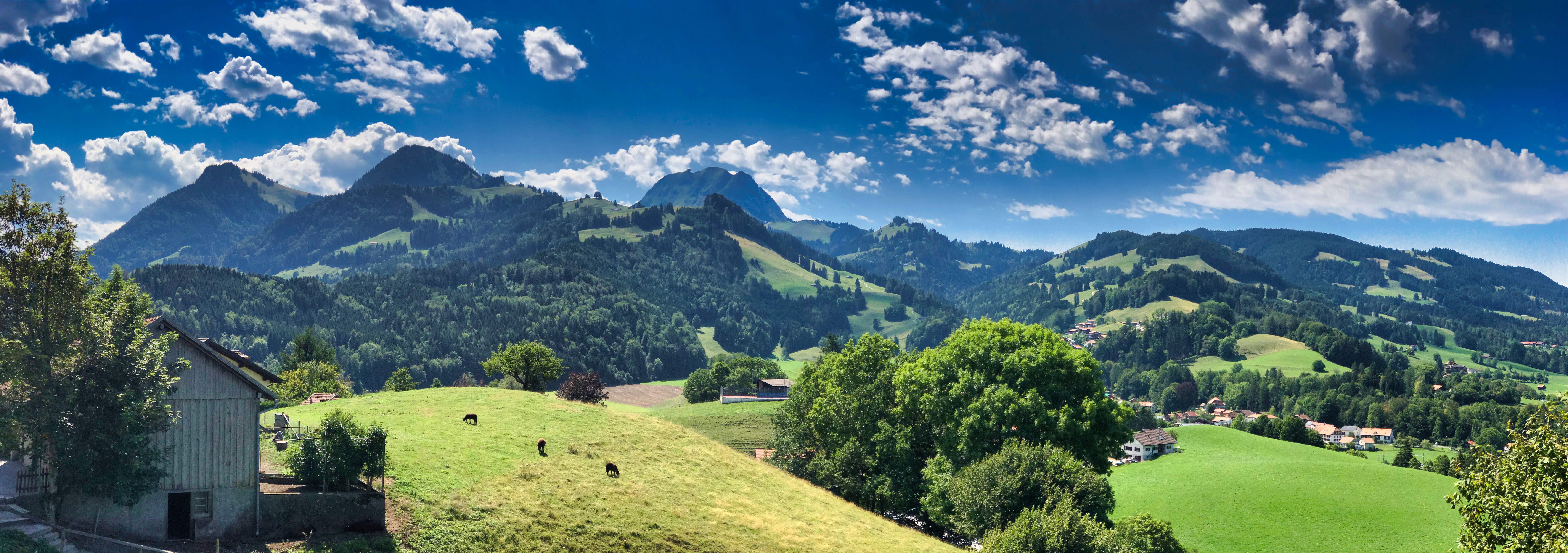
Paysage de la Gruyère, marqué par l'économie alpestre et laitière.

### Fruits, légumes et plantes

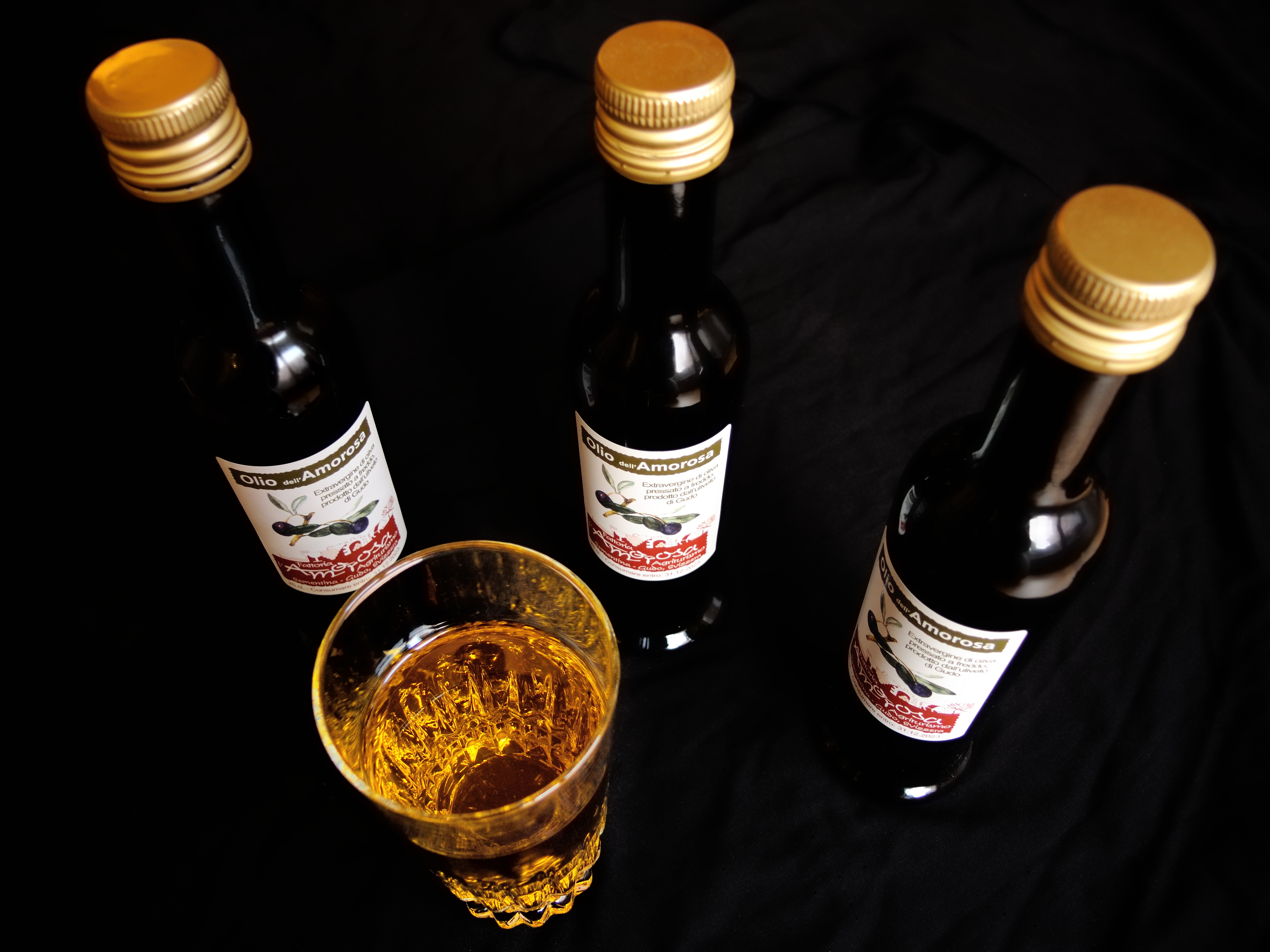
De l'huile d'olive du Tessin.

En Suisse, la consommation de légumes frais et de garde était de 83.12 kg par habitant en 2016, alors qu'elle était de 57 kg en 1980. Cette évolution s'explique principalement par deux raisons. D'abord, de moins en moins de personnes fournissent un travail physique exigeant qui nécessite davantage d'hydrates de carbone, par le passé les légumes étaient surtout servis en accompagnement. Durant le même temps, une consommation régulière de légumes a montré les bénéfices sur la santé et ont été prouvés scientifiquement. Le pays est auto-suffisant en légume à hauteur de 55 %, le reste est importé, principalement en hiver. Parmi les légumes importés plus de 75 % proviennent des pays de l’UE. Les principaux pays exportateurs sont la France, l’Italie et l’Espagne.
Les principaux légumes cultivés et consommés sont les carottes, les tomates, les poivrons, la salade Iceberg, les concombres à salade, les oignons, les courgettes, les tomates cerises, la laitue pommée et les brocolis.
Historiquement, la part de céréales dans l'alimentation, et donc de protéines végétales, a été plus importante dans certaines régions, notamment sur le Plateau (grande région céréalière) et dans le sud du Tessin. Dans cette dernière région, la consommation de viande est restée rare jusqu'au XXe siècle, et les produits laitiers moins répandus qu'au nord des Alpes. Ces différences entre régions se sont essentiellement effacées avec l'augmentation du pouvoir d'achat.

### Produits carnés

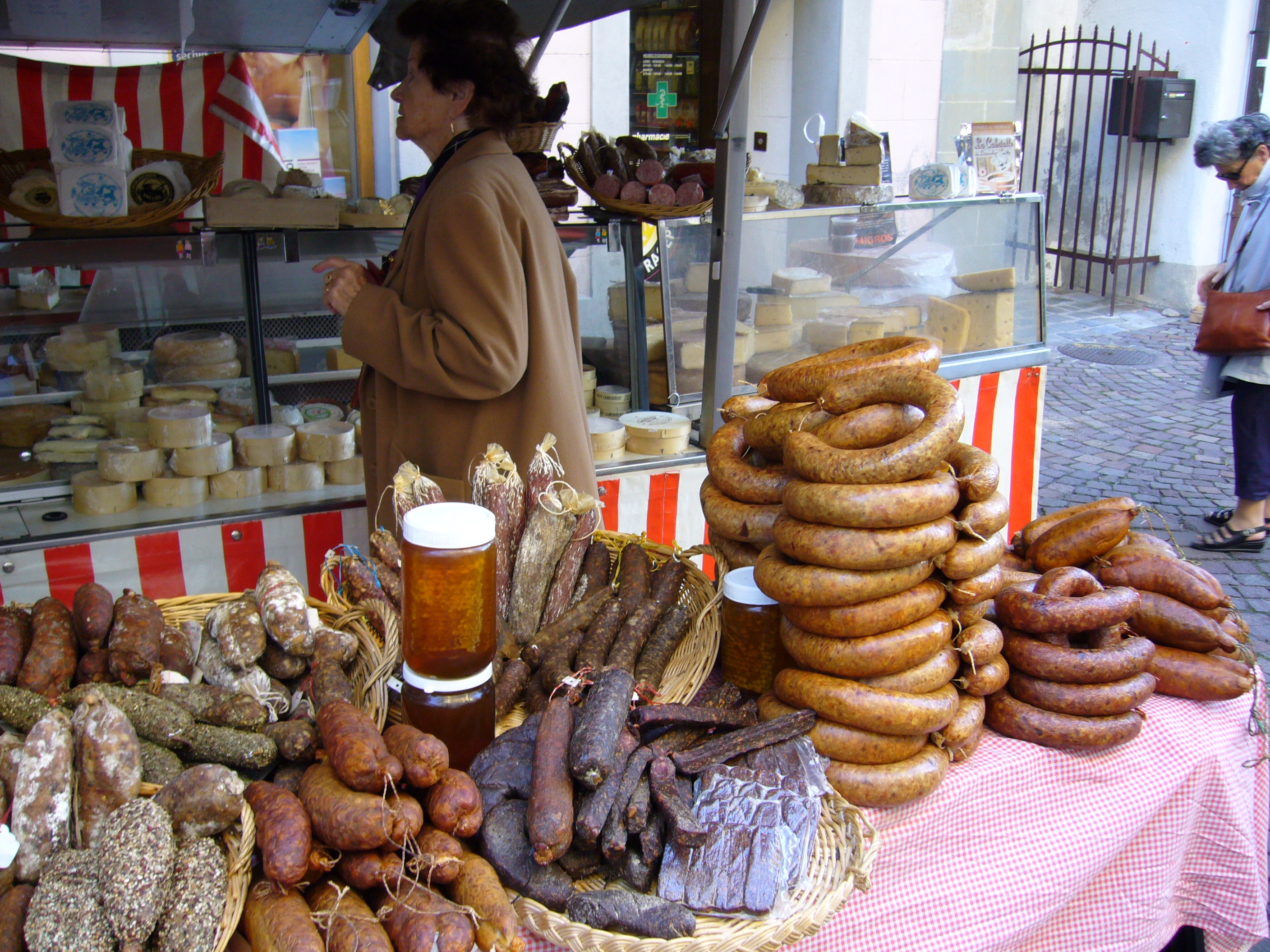
Étalage de charcuterie sur un marché vaudois.

On trouve de nombreuses variétés de saucisses comme le cervelas, les saucisses à rôtir de porc (Schweinsbratwurst), les boudins, les gendarmes (Landjäger), la saucisse aux choux et le saucisson vaudois qui sont des spécialités vaudoises, la saucisse d'Ajoie vient du Jura, la longeole genevoise, la luganighetta tessinoise, le gendarme des Grisons, le Schüblig de Saint-Gall et la boule de Bâle par exemple. Des salamis comme le salametto, la salamella et le nostrano.
La préparation de jambon fait également partie du patrimoine. On trouve dans tout le pays des jambons de campagne (Bauernschinken), des jambon crus, des jambons à l'os et des jambons secs, certains sont des spécialités comme le jambon cru du Valais IGP et le jambon de la borne fribourgeois. La viande séchée du Valais et la viande des Grisons sont réputées.
Le lard (Bauernspeck), les pâtés à la viande, le fromage d'Italie (Fleischkäse) les têtes marbrées, (Schwartenmagen), les paupiettes, le cordon bleu, le jarret de porc (Gnagi) sont également consommés dans tout le pays.

### Vins

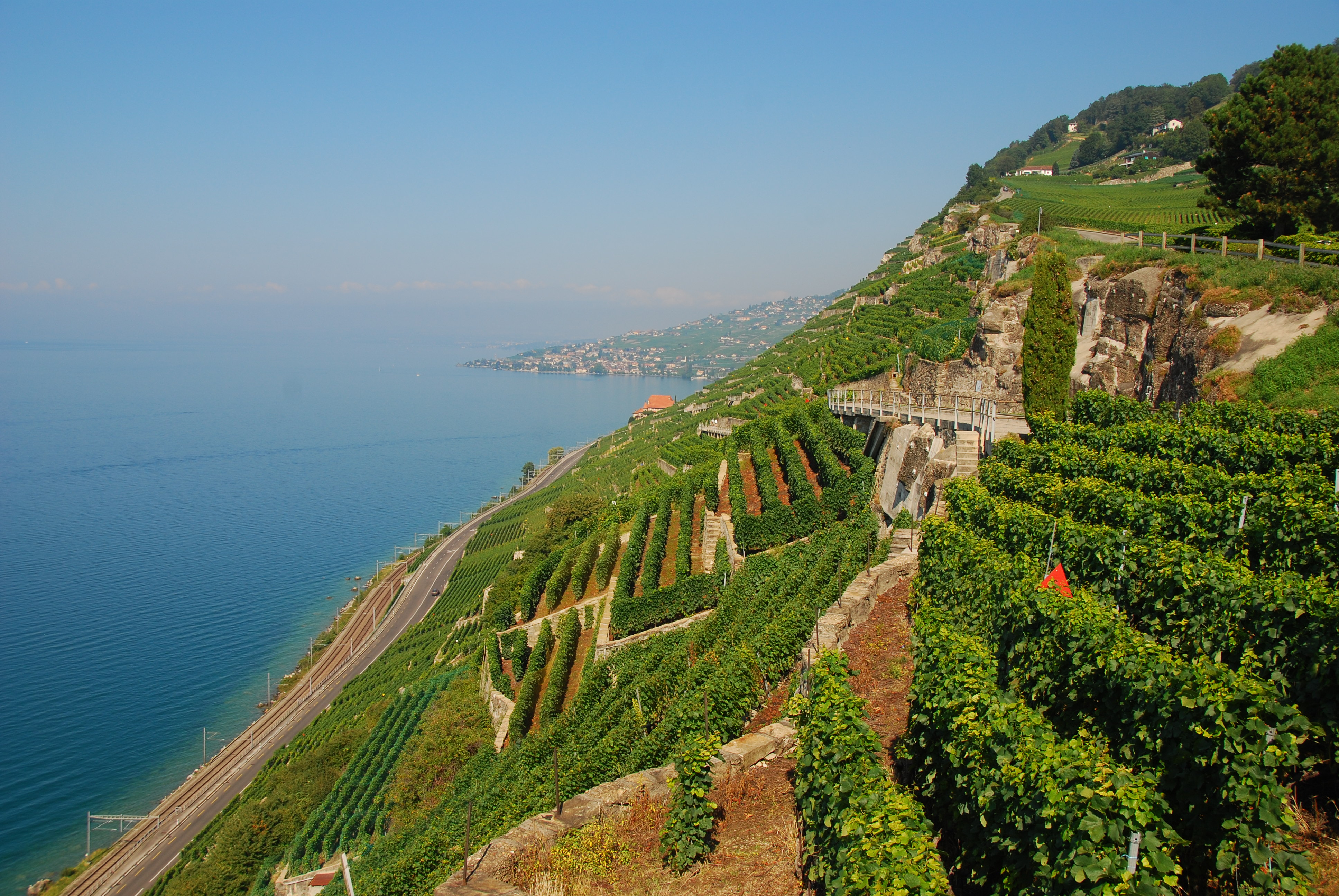
Vignoble de Lavaux.

La tradition viti-vinicole en Suisse est très ancienne, elle remonte au moins à l'époque romaine. Des indices archéologiques tendent à prouver que la culture de la vigne existait en Valais bien avant l’époque romaine. Sous l'influence bourguignonne la viticulture est principalement concentrée à l'ouest et au sud du pays, dans les cantons de Genève, Neuchâtel, Tessin, Valais et Vaud.
Le nombre des appellations AOC suisses est de 658, soit 173 dans le canton de Vaud, 124 en Valais, 96 à Saint-Gall, 70 en Argovie, 64 à Genève, 61 à Schaffhouse, 28 à Lucerne, 24 à Neuchâtel, 9 à Berne, 7 au Tessin et 2 à Fribourg.

### Confiserie
Outre le chocolat, on trouve des confiseries répandues dans tout le pays comme les bonbons aux herbes (Kräuterbonbon), dont les plus connus sont de Ricola, les têtes de choco (Mohrenkopf), les sugus, la pâte de coings (Quittenpästli), et des spécialités locales comme le bouchon vaudois, le Badener Steine argovien, fait de biscuit, kirsch et chocolat, des caramels à la crème de selon une recette semblable dans la région bâloise et le canton de Berne, et une autre dans les cantons de Fribourg et Vaud, le Pfirsichsteine grisons, le Mässmogge bâlois, ou les bonbons Appenzeller Nidelzeltli.

#### Chocolat

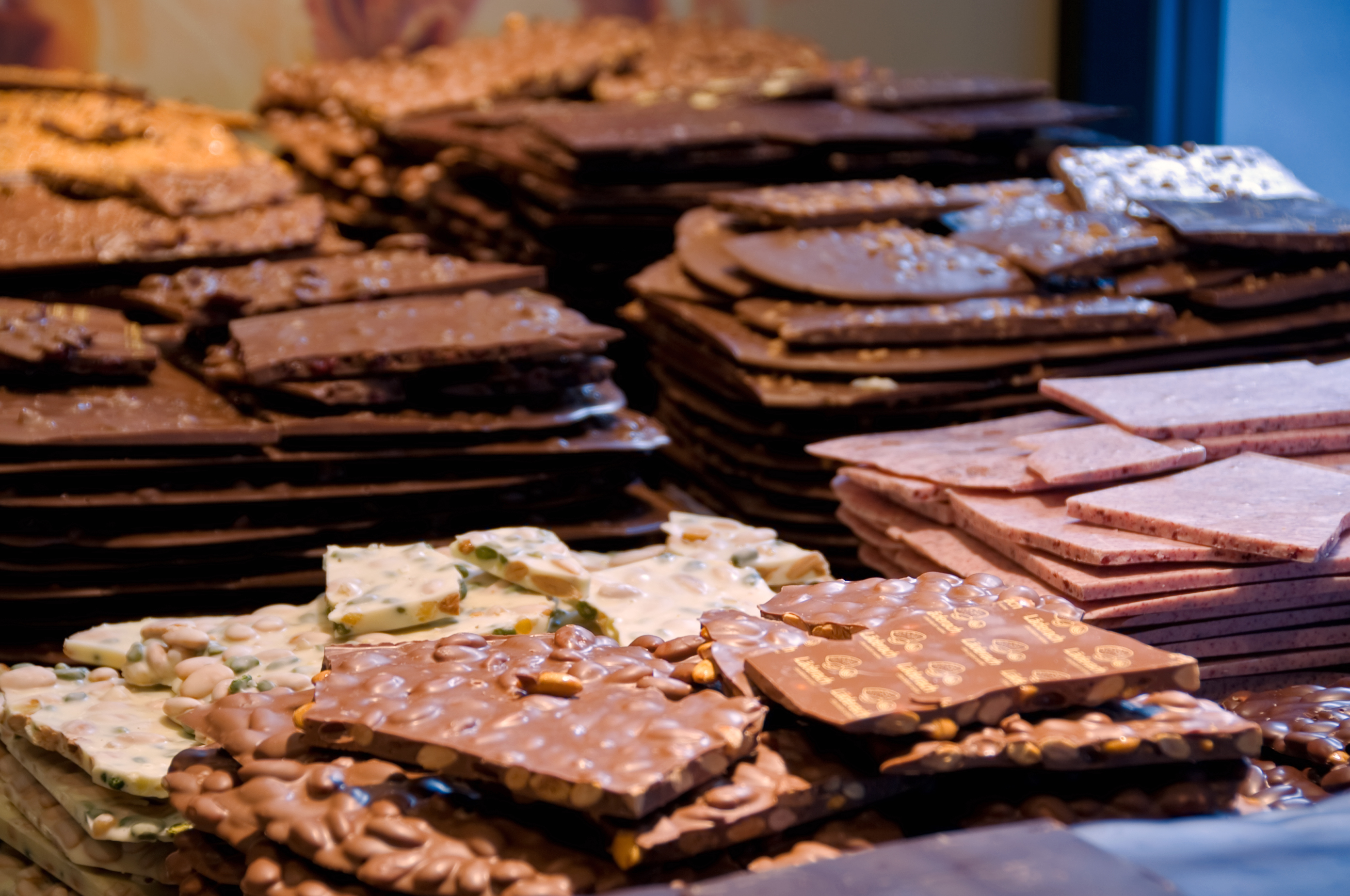
Du chocolat vendu au détail dans une boutique zurichoise.

Importés d'Amérique centrale par Hernán Cortés dès 1528, les fèves de cacao et le chocolat atteignirent la Suisse au XVIIe siècle au plus tard. Au XVIIIe siècle, on fabriquait artisanalement du chocolat, dans de vieux moulins hydrauliques (Schermenmühle à Berne vers 1750) ainsi qu'au bord du lac Léman. Puis des fabriques importantes, dont certaines sont encore connues aujourd'hui, furent créées au XIXe siècle, tel que Cailler, Suchard, Favarger, Kohler, Sprüngli, Maestrani, Klaus, Peter, Lindt, Frey et Tobler.
Le rayonnement international de l'industrie chocolatière suisse et l'exportation de chocolat ne commença que dans les années 1880. L'invention du chocolat au lait à Vevey par Daniel Peter, en 1875 et du chocolat fondant par Rudolf Lindt, en 1879 contribuèrent fortement à la réputation universelle des chocolats suisses. En plus de révolutionner l'industrie du chocolat, l'utilisation du lait (et d'autres ingrédients tels que les noisettes) a notablement permis la transformation d'un produit exotique en un produit à connotation suisse, à l'instar du fromage. Au tournant du XXe siècle, la Suisse domine la production mondiale de chocolat et, au tournant du XXIe siècle, les Suisses restent les premiers consommateurs de chocolat, souvent au lait, avec environ 12 kg par an et par personne.
Outre les chocolats industriels en tablettes, il y a de nombreux chocolatiers artisanaux qui ont développé de vrais savoir-faire dans la confection de praliné. En Suisse seulement, ce terme désigne l'ensemble du produit, ce qui constitue une métonymie. En France et en Belgique, le praliné désigne la masse à fourrer uniquement. Parmi les spécialités locales on trouve le Batz neuchâtelois, un praliné qui tire son nom d'une ancienne monnaie dont il reprend la forme, le Luzerner Regentröpfchen, un praliné au Kirsch, ou le Baarer Räbe, un praliné en forme de navet.

### Appellations d'origine protégée[22]
Outre les fromages et vins AOP mentionnés ci-dessus, divers produits bénéficient d'une appellation d'origine protégée (AOP) ou d'une indication géographique protégée (IGP) :
- Viandes : l'Appenzeller Mostbröckli (candidat IGP), l'Appenzeller Siedwurst (candidat IGP), Appenzeller Pantli (candidat IGP), le Boutefas (candidat AOP), le jambon cru du Valais IGP, le jambon de la borne (candidat AOP), le lard sec du Valais IGP la viande des Grisons (IGP), la saucisse d'Ajoie (IGP), le saucisson neuchâtelois et la saucisse neuchâteloise (IGP), le saucisson vaudois (IGP), la saucisse aux choux vaudoise (IGP), la viande séchée du Valais (IGP), la Glarner Kalberwurst (IGP) glaronaise, la longeole (IGP) genevoise, la St.Galler Kalbsbratwurst (IGP).
- Eaux-de-vie : l'abricotine eau-de-vie d’abricots du Valais (AOP), la damassine (AOP) du Jura, le Zuger Kirsch / Rigi Kirsch AOP de Zoug et l'eau-de-vie de poire du Valais eau-de-vie de poire Williams du Valais (AOP).
- Produits de boulangerie : le pain de seigle valaisan (AOP) et la cuchaule (AOP)
- Autres : le cardon épineux genevois (AOP), l'huile de noix vaudoise (candidat AOP), le safran de Mund (AOP), la poire à Botzi (AOP), le Rheintaler Ribel (AOP) et le Zuger Kirschtorte (IGP)[22].

### Produits alimentaires industriels

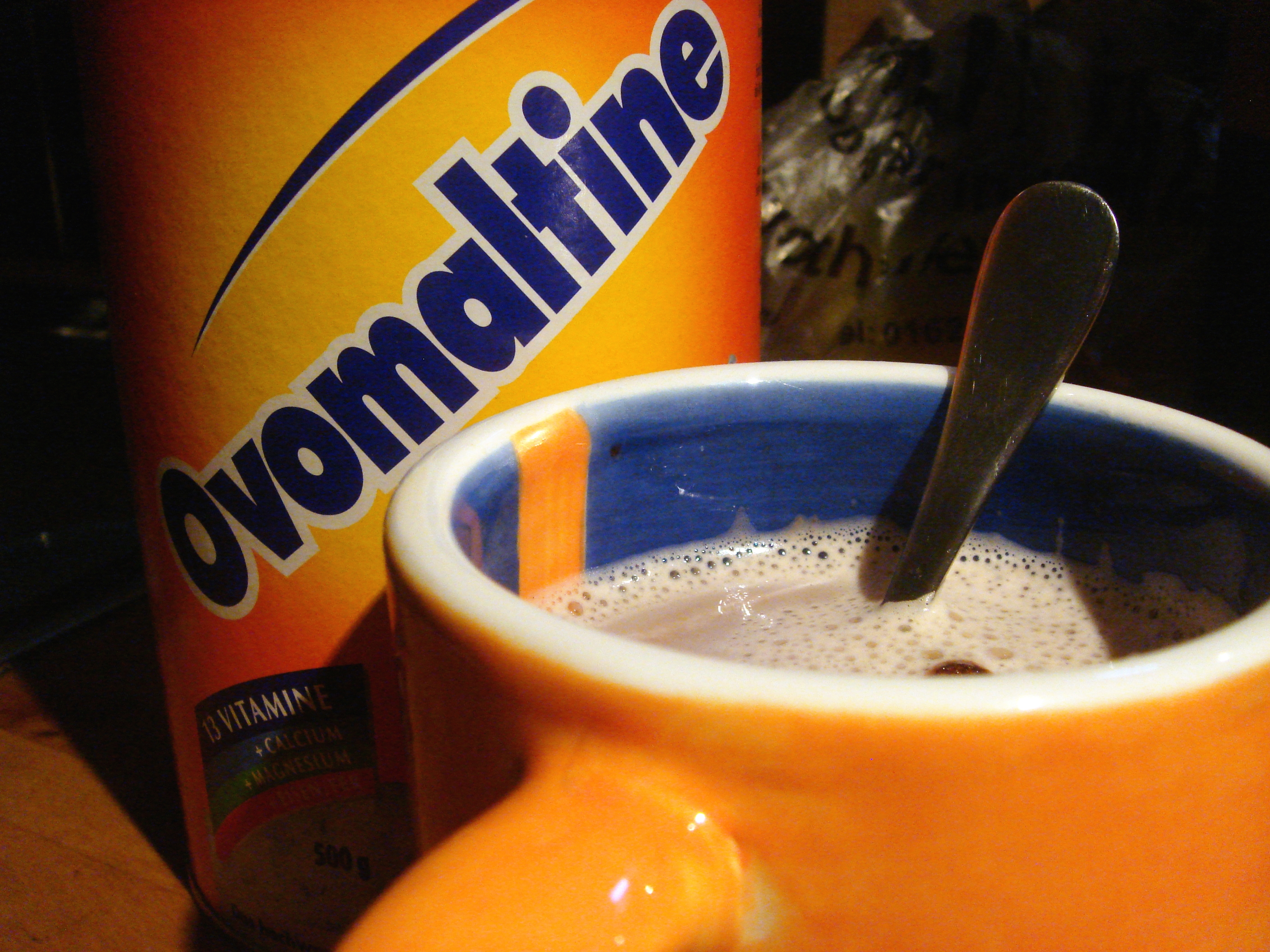
Une tasse d'Ovomaltine.

Les aromates en poudre de Knorr existant depuis 1952 sont un classique : la plupart des ménages suisses se servent de ce petit flacon jaune au bouchon rouge pour tout assaisonnement. Les cubes de bouillon Maggi (Bouillon Kub) existant depuis 1908 sont également très populaires. Le Cenovis à base végétale (levure de bière, extraits de carottes et d'oignons), créé en 1931 et le Parfait sont des pâtes à tartiner mythiques de la Suisse. L'Ovomaltine, créée en 1865, est une poudre à base de malt d'orge, de lait écrémé, de cacao. Mélangée à du lait chaud ou froid, elle donne une boisson chocolatée légèrement tonifiante. Le Rivella est un soda à base de lactosérum.

## Spécialités et cultures culinaires régionales
Parmi les spécialités locales on peut citer l'émincé de veau à la zurichoise, le gratin de cardons genevois, le totché jurassien, le saucisson vaudois ainsi que la polenta et le risotto à la tessinoise. Du côté des produits sucrés, on trouvera les Basler Läckerlis, la taillaule neuchâteloise, la tarte aux noix des Grisons, la tourte au kirsch de Zoug, la tarte aux pruneaux de Genève.

### Suisse alémanique

#### Bâle-VilleetBâle-Campagne

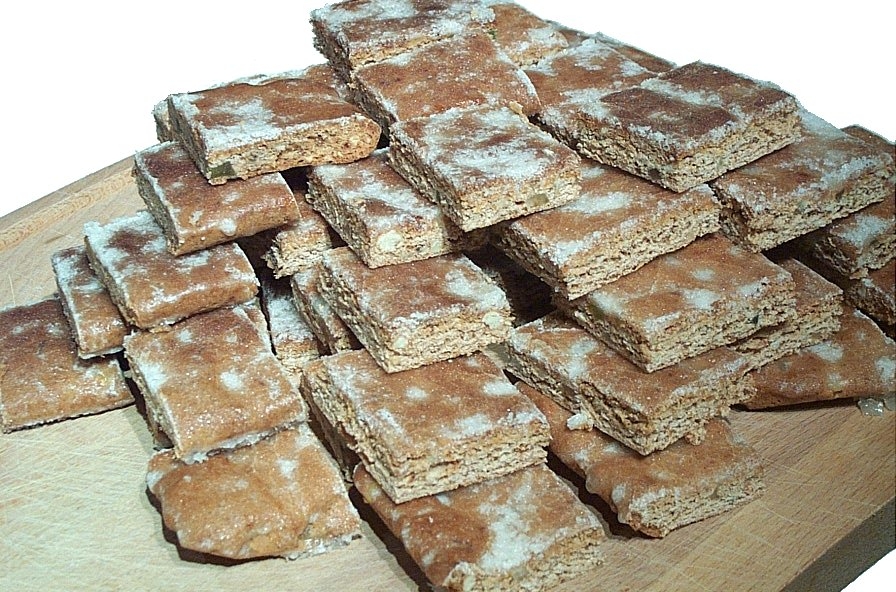
Basler Läckerli.

La cuisine  bâloise est influencée par l'art culinaire d'Alsace, du Bade-Wurtemberg et de Suisse.
Les Basler Läckerlis sont des petits gâteaux proches du pain d'épices, à base de miel, fruits confits et des amandes. Ils ont été créés à l'occasion du concile de Bâle (1431-1449) pour les gens de l'Église. Le terme de Basler Läckerli apparaît officiellement pour la première fois en 1720,.
On peut également déguster les Basler Brunsli, ou « Bruns de bâle », un biscuit au chocolat et à la cannelle.
La "Basler Mählsuppe", une soupe à la farine rôtie, est le plat traditionnel du fameux carnaval de Bâle.
Le saumon du Rhin à la bâloise. Au Moyen Âge, le saumon remontait le Rhin jusqu'à Bâle et on en consommait en grande quantité.
Autres plats bâlois : soupes et potages : potage aux herbes. Viandes : cassolette de ris de veau, pigeons braisés sur croutons, steak de porc à la bâloise. Desserts et pâtisseries : gâteau aux cerises, omelette soufflée aux cerises. Boisson : « Hypokras » (vin épicé pour le nouvel an).

#### ArgovieetSoleure
En Argovie on trouve les spinattötschli, la tourte aux carottes et le gratin aux cerises et à Soleure se dégustent les brochettes de foie.
Autres plats argoviens : viandes et plats principaux : jarret de veau à l'argovienne, potée argovienne. Desserts et pâtisseries : biscuits à l'anis de Baden.
Autres plats soleurois : viandes et plats principaux : ragoût de bœuf mariné soleurois accompagné de funggi soleurois, coquelet farci aux petits oignons et champignons, rôti de bœuf en daube à la soleuroise. Desserts et pâtisseries : gâteau de Soleure.

#### Berne

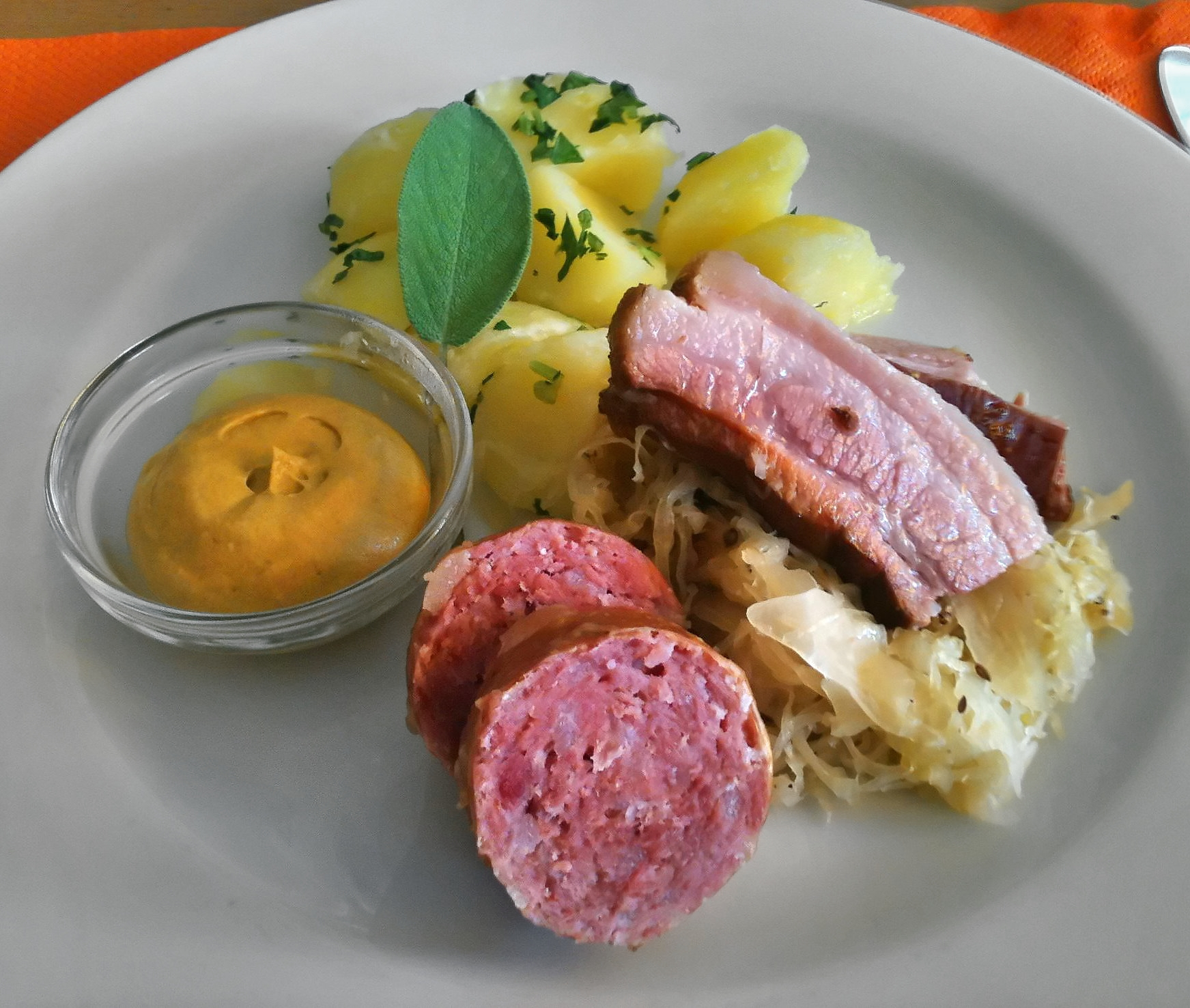
Le Plat bernois.

Le canton de Berne est connu pour ses röstis, que l'on sert, par exemple, avec un émincé de viande (Zürcher Geschnetzeltes), avec un œuf ou tout simplement comme accompagnement de plats.
Le plat bernois est un solide plat composé de plusieurs sortes de viandes et saucisses fumées ou cuites. Il s'accompagne soit de choucroute garnie de genièvre, soit de haricots verts et de pommes de terre cuites avec la viande. Selon la légende, ce plat fut imaginé pour fêter la victoire des troupes bernoises sur les françaises, le 5 mars 1798,.
Lors du Zibelemärit on peut déguster le potage du marché bernois et la tarte aux oignons.
Autres plats bernois : blanquette à l'emmentaloise, Émincé et ragoût à la bernoise (avec des lardons et des champignons), gigot d'agneau en gibier, quiche aux oignons et fromage, à la bernoise, rösti à la bernoise (avec des lardons). Desserts et pâtisseries : tourte au sureau, tresse d'Emmental au beurre.
Du canton de Berne est originaire la race bovine Simmental, destinée autant à la production de lait que de viande, cette dernière étant très appréciée pour son persillé, sa tendreté et sa saveur.

#### Grisons

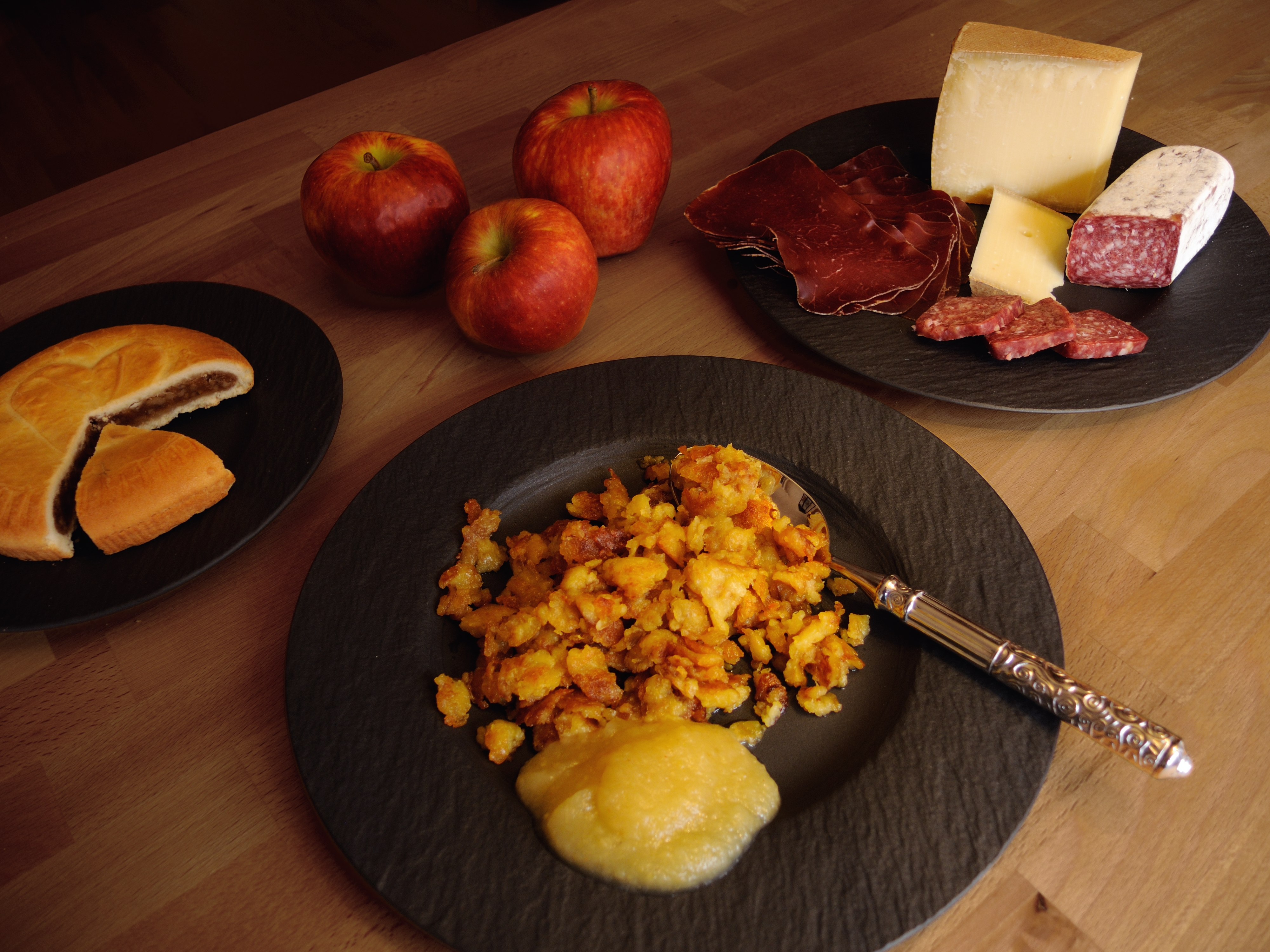
Plat de maluns accompagné de produits des Grisons.

Les Grisons abritent la partie romanche de la Suisse où l'on confectionne de la viande séchée, le produit phare de la gastronomie grisonne. Parmi d'autres salaisons on trouve notablement le Salsiz, qui est une saucisse sèche au profil rectangulaire. Le fromage est un autre produit commun de la région, qui compte le plus d'alpages en Suisse. Les Grisons sont également connus pour l'emblématique tourte aux noix, spécialité faite à base de pâte brisée, de noix et de miel. De nombreux plats sont partagés avec le Tessin et l'Italie du Nord tout proches comme les pizokel - les pizzocheri ou la polenta.
Autres plats grisons : soupes : potage grison (soupe à l'orge). Viandes et plats principaux : civet de cerf affiné avec une raisinée de bourgeon de sapin, verzada cassola (pot-au-feu au vin rouge), capuns (avec des feuilles de blettes, Maluns (plat de pomme de terre), plain in pigna (pommes de terre aux lardons). Desserts et pâtisseries : tourte aux noix de l'Engadine, Bündner Birnbrot (pain aux poires), polenta sucrée aux raisins, tourte aux châtaignes du Val Bregaglia.

#### Suisse centrale
À Glaris, on trouve les « Spätzli » aux épinards avec du « Schabziger », un fromage aux herbes séché à l'air typiquement glaronais. Le féra au beurre est préparé avec les poissons des lacs alpins. À Uri, la spécialité sont les macaronis et pommes de terre au fromage et à Nidwald le gâteau au maïs. La tourte au kirsch de Zoug est connue dans le monde entier.

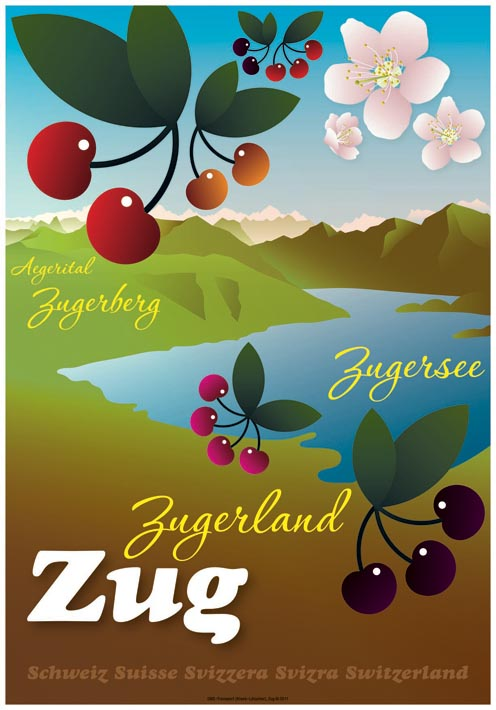
Le canton de Zug est connu pour ses cerises.

Autres plats glaronais : desserts et pâtisseries : Glarner Birnbrot (pain aux poires), gâteau de Glaris et les deux feuilletés aux amandes et aux pruneaux.
Autres plats lucernois : entrées et garnitures : tranches forestières de l'Entlebuch. Soupes : soupe lucernoise pour le carême. Viandes et plats principaux : civet de porc de Romoos, croustade à la lucernoise, filets de féra à la lucernoise. Desserts et pâtisseries : pain d'épices lucernois et le biscôme, le Luzerner Birnenweggen (pain en rouleau à la poire).
Autres plats obwaldais : gâteau au fromage à la mode d'Obwald, macaroni des alpages. Soupes : soupe de l'Abbaye d'Engelberg.
Autres plats nidwaldais : viandes et plats principaux : pot-au-feu de porc, ofetori (purée de pommes de terre piquée de grosse lanières de lard et gratinée avec du fromage). Desserts et pâtisseries : beignets aux poires.
Autres plats schwytzois : soupes : potage au pain, soupe de riz et châtaignes, bouillon de bœuf schwytzois. Viandes et plats principaux : pieds de porc farcis, gnocchi de pommes de terre, suuri gummeli (pommes de terre en sauce). Desserts et pâtisseries : pointes du Rigi.
Autres plats uranais : soupes : soupe au fromage. Viandes et plats principaux : potée de mouton aux choux, bœuf braisé « Bürglen ». Desserts et pâtisseries : petits fours d'Uri.
Autres plats zougois : viandes et plats principaux : filets de poisson (féra, truite ou autre) à la zougoise, champignons à la sauce verte, tourte au kirsch à la zougoise.

#### Suisse orientale,Zurich

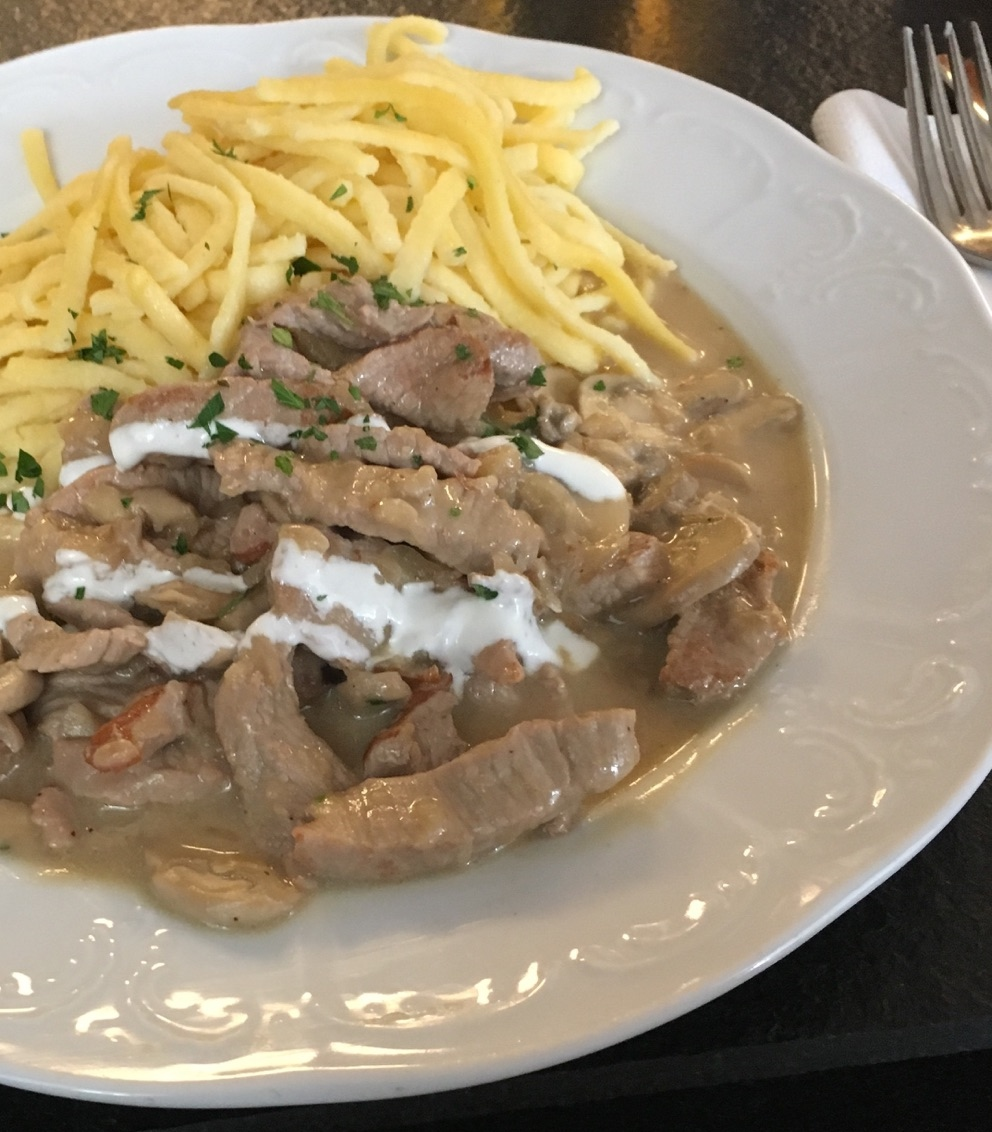
L'émincé de veau à la zurichoise.

Avec la proximité du lac de Constance, les cantons de Thurgovie et de Saint-Gall offrent de nombreux plats de poissons. Saint-Gall est connu pour ses saucisses : la saucisse de l'Olma et la Bratwurst. Le gâteau épicé au miel également appelé Biberli ou « Bärli-Biber » est la spécialité d'Appenzell où l'on trouve aussi l'appenzeller un fromage à base de lait de vache avec lequel on fait notamment la fondue appenzelloise. Quant à l’émincé de veau à la zurichoise, avec des champignons et de la sauce à la crème, c’est le plus connu des plats zurichois.

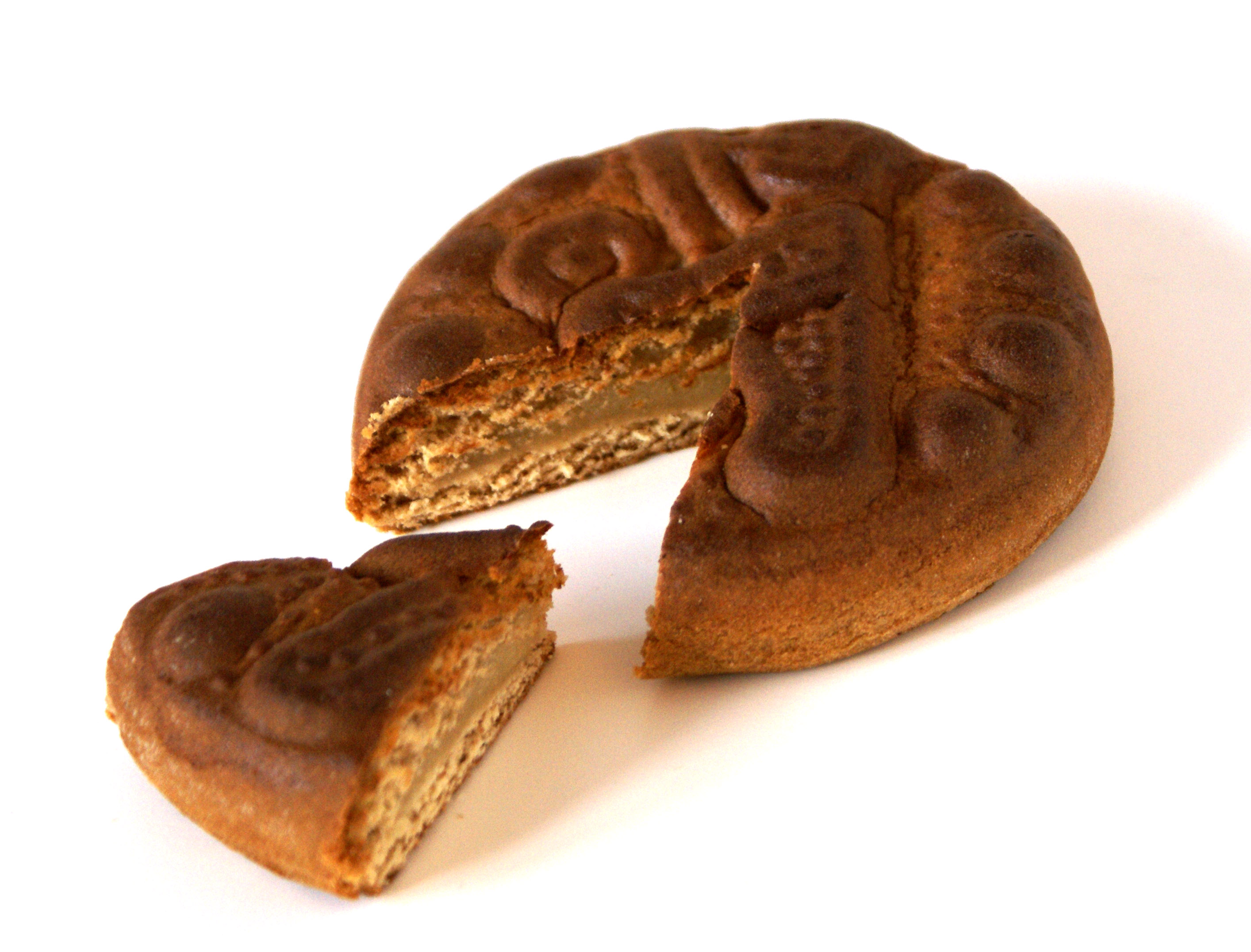
Pain d'épices appenzellois ou « Bärli-Biber ».

Autres plats appenzellois : entrées et garnitures : croûtes appenzelloise (au fromage). Soupes : soupe aux oignons, cumin et croûtons. Viandes et plats principaux : beignets de cabri, croûte au fromage à l'appenzelloise (appenzeller et lard), soufflé au pain et à l'Appenzeller.
Autres plats saint-gallois : poissons : filets de féra à la mode de Rorschach. Viandes et plats principaux : beignets au fromage saint-gallois. Desserts et pâtisseries : Toggenburger Birnbrot (pain aux poires), tourte de couvent saint galloise, beignets aux cerises.
Autres plats schaffhouseois : entrées et garnitures : tarte aux oignons. Soupes : soupe de poissons de Stein am Rhein. Desserts et pâtisseries : gâteau aux pruneaux de Hallau, languettes de Schaffhouse.
Autres plats thurgoviens : soupes : soupe thurgovienne à la pomme de terre. Viandes et plats principaux : Tripes de Thurgovie (surnommée « l'Inde du cidre » ce plat contient du cidre). Desserts et pâtisseries : crème thurgovienne au cidre doux, Tarte aux pommes.
Autres plats zurichois : viandes et plats principaux : brochettes de viandes des corporations, rösti à la zurichoise, plat des conseillers, potée zurichoise. Desserts et pâtisseries : gâteau de la cure à la zurichoise.

### Suisse romande
En Suisse romande, la croûte au fromage est préparée de multiples façons : à la poêle ou au four, le fromage râpé ou en tranche, avec des œufs ou du jambon. Le carac, tartelette au chocolat au glaçage coloré en vert, est une spécialité fabriquée dans toute la Romandie.

#### Fribourg
Le canton de Fribourg comprend la Gruyère, où l'on fabrique bien sûr le gruyère d'alpage, fromage sans trous (au contraire de l'emmental qui lui est bernois), au lait cru avec AOC obtenue en 2001 et la crème de Gruyère, une double crème épaisse.
La cuchaule est une sorte de brioche ronde sucrée et safranée, servie avec de la moutarde de Bénichon (« confiture » aigre-douce aux épices) durant fête du même nom qui a lieu entre la fin septembre et la mi-octobre selon les communes.
Autres plats fribourgeois, : soupes : la soupe de chalet, soupe au vin, soupe au gruyère. Viandes et plats principaux : ragoût de mouton de la Bénichon (servi avec des poires à botzi), fondue au vacherin et fondue au cidre. Desserts et pâtisseries : gâteau du Vully, bricelets fribourgeois, tourte fribourgeoise, beignets de Bénichon, gâteau à la raisinée, cuquettes.

#### Genève

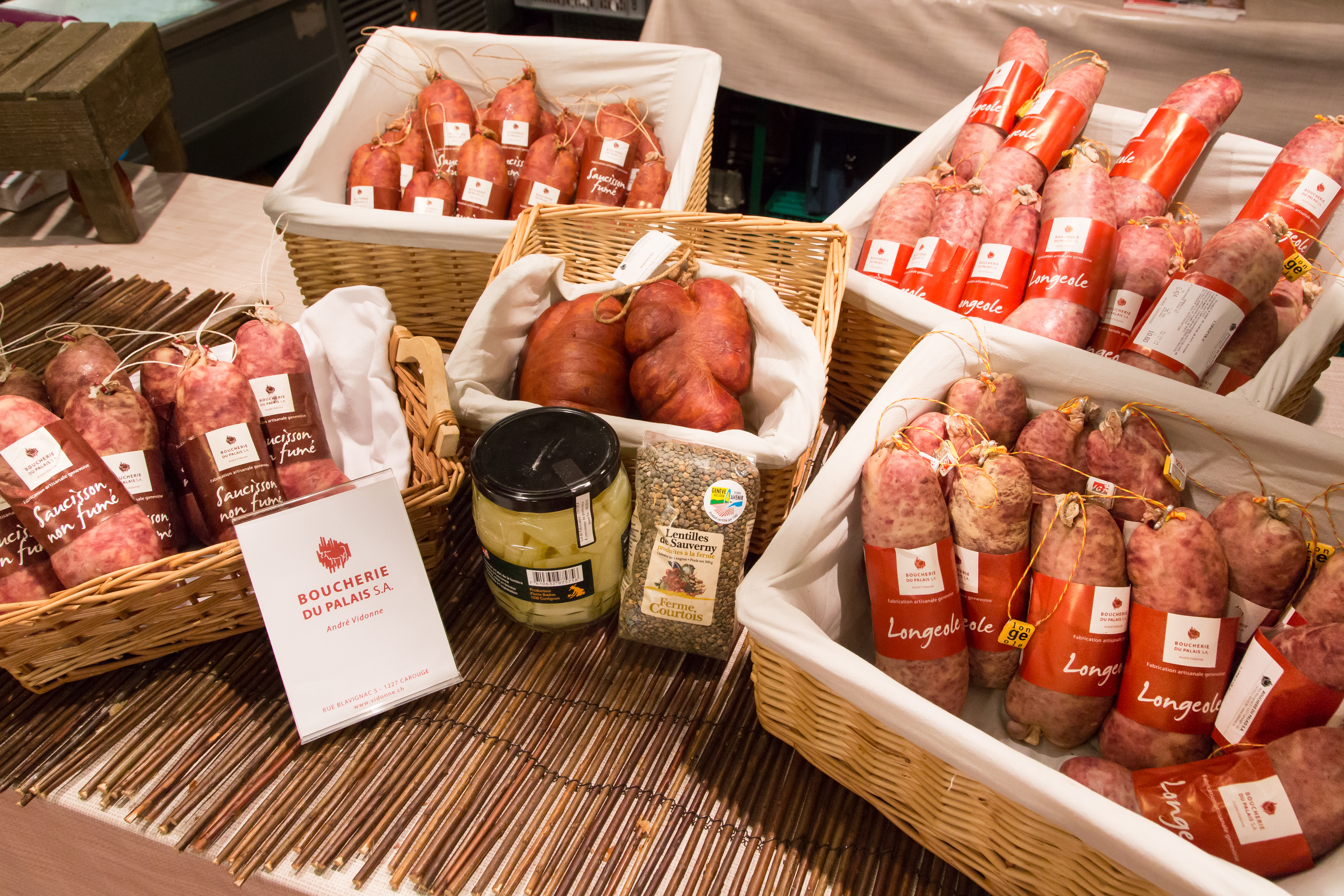
Longeole et cardons, parmi d'autres produits genevois.

Les poissons du lac Léman, le vignoble deux fois millénaire et les produits maraîchers sont les principaux produits du canton de Genève.
Le plat traditionnel genevois est la longeole (saucisse de porc et de fenouil), accompagnée de pommes de terre au vin blanc. Le cardon est cultivé à Genève et le gratin de cardons en est une spécialité. La recette du gratin de cardon date du Moyen Âge. Sans oublier bien sûr la traditionnelle marmite en chocolat (et ses légumes en massepain) lors de la fête de L'Escalade, qui fait la joie des petits et des grands...
La tarte aux pruneaux est également une tradition genevoise à l'occasion du jeûne genevois. On trouve également au menu des restaurants de manière extrêmement fréquente les filets de perches, accompagnées d'une sauce meunière. On peut trouver cette spécialité dans tout le pourtour du lac Léman, de part et d'autre de la frontière franco-suisse.
Autres plats genevois, : Entrées et garnitures : artichauts farcis. Soupes : gratinée des Vieux Cabinotiers. Légumes : cardon à la moelle. Poisson : filets de féra à la genevoise. Viandes : fricassée de porc à la genevoise, fricassée de volaille à la genevoise. Abats : tripes à la genevoise. Desserts et pâtisseries : tarte aux poires à la genevoise, merveilles et rissoles genevoises.

#### Jura
Une spécialité du Jura est la liqueur à base de damassine, petite prune spécialement cultivée dans cette région. On peut aussi y manger de la saucisse d'Ajoie, particulièrement appréciée en grillade. En automne, le Jura est aussi très connu pour la Saint-Martin, période durant laquelle on peut apprécier toutes les parties du cochon cuisinées sous différents angles, la Grelatte, ainsi que le fameux totché jurassien (gâteau de la Saint-Martin).
Autres plats jurassiens, : poissons : mousse de truite jurassienne. Entrées : pâté de la Saint-Martin. Viandes et plats principaux : civet de lapin aux chanterelles, filets de lapereau sur bolets frais, fondue jurassienne, floutes, knepfles. Desserts et pâtisseries : sèches du Jura, Striflattes, le gâteau aux patates.

#### Neuchâtel
La fondue neuchâteloise est une variante neuchâteloise de la fondue faite avec trois fromages (gruyère, emmental et vacherin fribourgeois, un tiers de chaque). Les autres spécialités de Neuchâtel sont la sèche au beurre ou au lard, la taillaule avec ou sans raisins, des tripes à la neuchâteloise (accompagnées de vinaigrette à l'oignon et de pommes de terre) et l'absinthe. On y trouve aussi la rasure (ou razure), un peu semblable au taillé aux greubons vaudois, ainsi que le gâteau aux pommes de terre (pâte faite de pommes de terre cuites finement abaissée sur laquelle on dépose des morceaux de beurre puis le tout au four pour faire brunir et cuire la pâte abaissée). On y déguste également volontiers du saucisson neuchâtelois (IGP) (élément indispensable de la torée), du britchon (fromage à pâte mi-dure) affiné à l'œil-de-perdrix (rosé à base de pinot noir) ou encore de la tomme (fromage au lait cru et à la croûte fleurie), avec ou sans cumin.
Autres plats neuchâtelois, : viandes et plats principaux : chou farci de la Béroche. Poisson : filets de palée à la neuchâteloise, palée en sauce, tanches à la vigneronne. Desserts et pâtisseries : sorbet au marc, sagnards.

#### Valais

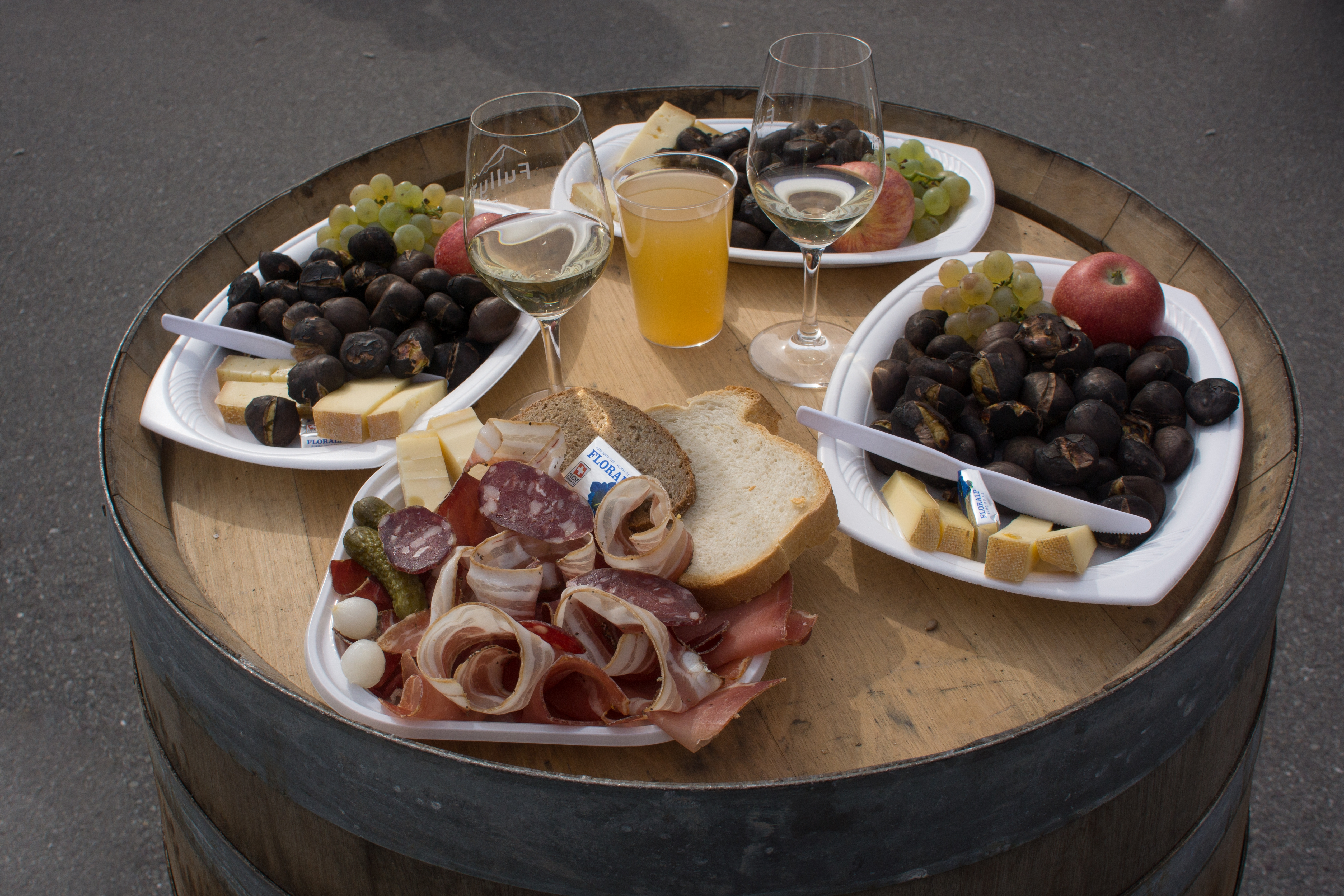
Une brisolée lors de la fête de la châtaigne en Valais.

La vallée du Rhône bénéficie d'un climat chaud et sec (2 090 heures d'ensoleillement pour quelque 700 mm de précipitations annuelles) propice à la viticulture. Les vignes sont étalées en terrasse des coteaux jusqu'au Rhône, entre 450 et 800 m d'altitude (jusqu'à 1 100 m à Visperterminen). Avec plus de 50 cépages différents, le Valais offre la plus grande variété de cépages en Europe que l'on puisse trouver dans une seule région. En Valais, on cultive également l'asperge ainsi que de nombreux fruits comme les pommes et les abricots.
Le plat valaisan le plus connu est la raclette. La brisolée, moins connue, est un repas d'automne composé de châtaignes grillées que l'on mange accompagnées de fromage d'alpage, de viande séchée et de pain de seigle, le tout accompagné de moût (jus de raisin blanc). L'assiette valaisanne est une composition des charcuteries et de fromages du pays.
Autres plats valaisans, : entrées : viande séchée du Valais et asperges. Viandes et plats principaux : côtes de cerf au génépi, croûte au fromage à la valaisanne (tranches de jambon et tomates recouvert de fromage à raclette), fondue à la tomate, rôti de veau au « crève-à-fous », tsarfion, jarrets de porc au safran de Mund. Poissons : truites en papillote. Desserts et pâtisseries : tarte au vin, flan aux abricots, tarte aux asperges, pain au safran, et le sii. Le « sii de Savièse » est un repas ancien du début du XXe siècle qui est une manière d'utiliser le pain sec (blanc ou de seigle), le vin et le beurre cuit.

#### Vaud

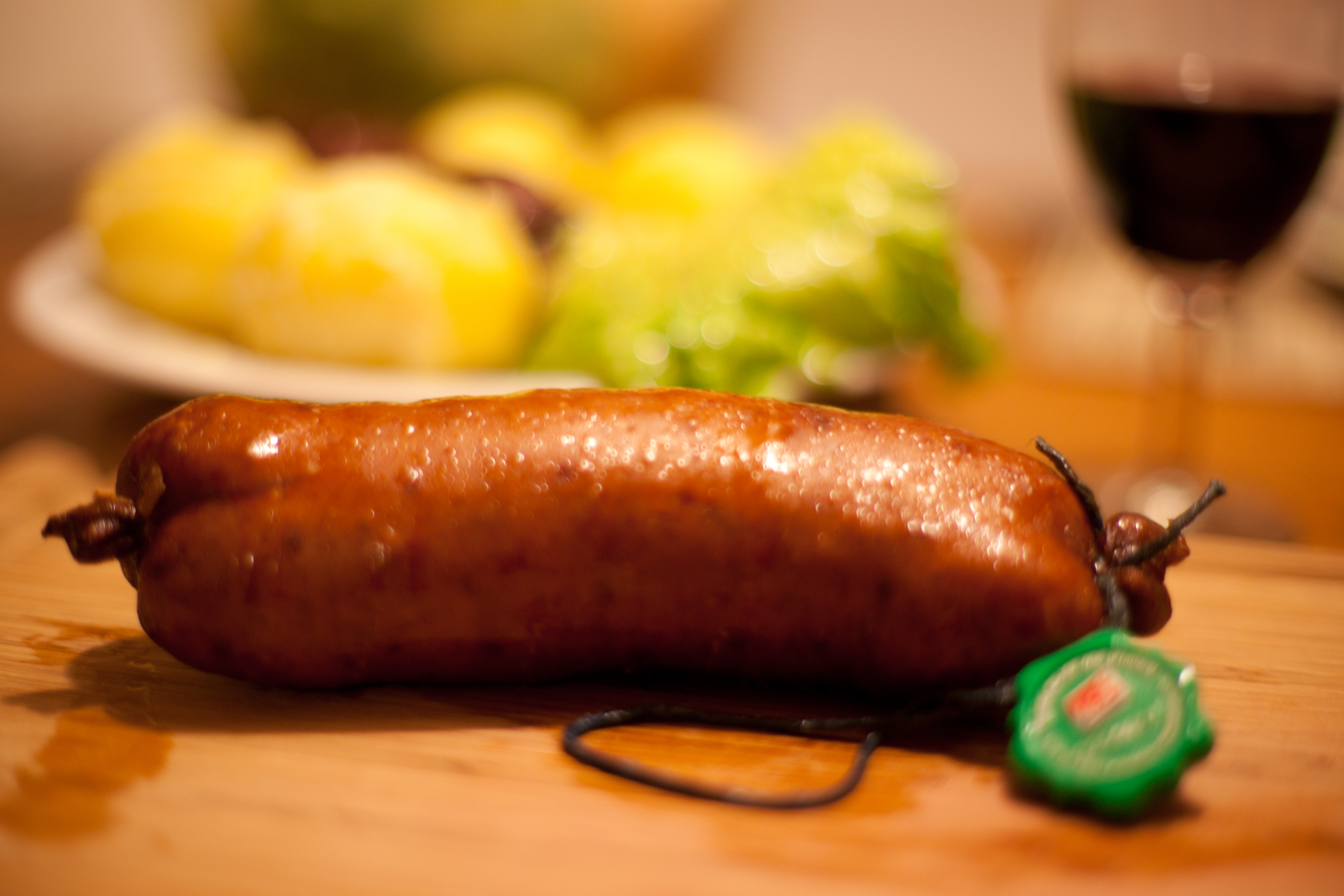
Saucisson vaudois.

Le saucisson vaudois, fabriqué artisanalement, est une spécialité vaudoise réputée, tout comme la saucisse aux choux, qui se mange principalement avec un papet vaudois, spécialité aux poireaux et pommes de terre.
Le taillé aux greubons spécialité de pâtisserie salée. La pâte incorpore les indispensables greubons (restes de la fonte du gras de porc lors de la fabrication du saindoux). Accompagne à merveille une dégustation de vin blanc de La Côte ou de Lavaux.

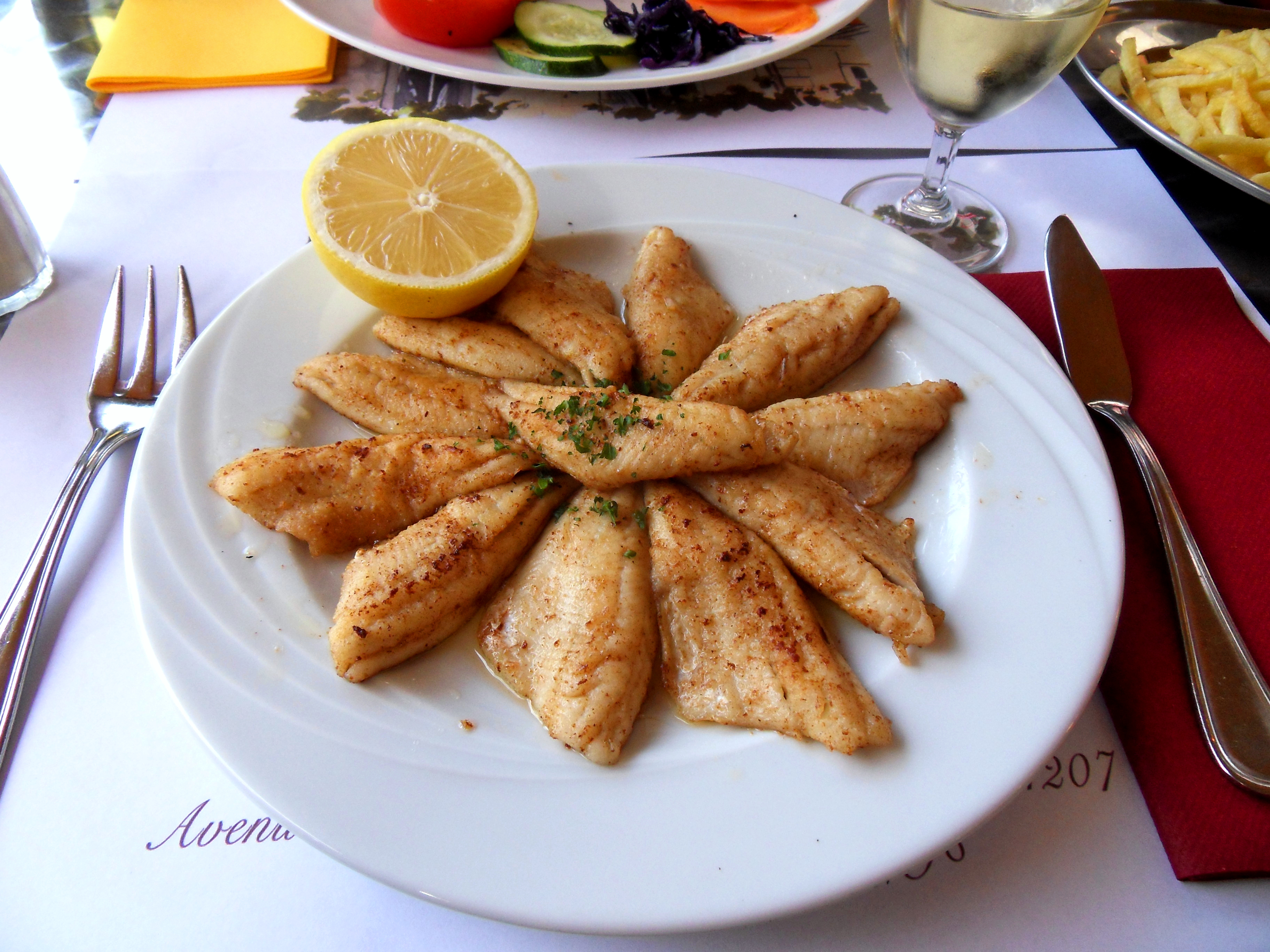
Des filets de perche du Léman.

La perche est très appréciée autour du Léman, le plus grand lac de Suisse. La perche est le plus souvent préparée en filets meunière ou avec une sauce au vin blanc et parfois en simple friture.
Soupes et potages : soupe à la pierre, soupe des Brigands du Jorat, soupe aux pois de Sainte-Croix, soupe de poissons au vin blanc sec de La Côte.
Poissons : dans les régions lacustres, le poisson est à l’honneur, souvent mis en valeur par du vin blanc. Truite ou omble chevalier (omble-chevalier à la vigneronne) aux raisins verts, soupe de poissons au vin blanc sec de La Côte, filets de perches.
Viandes et plats principaux : aiguillette de bœuf au Salvagnin, compote aux raves et choucroute, ragoût de caïon, fricassée vaudoise, museau de porc à la mode de Payerne, Pote de la Broye, gratin vaudois.
Desserts et pâtisseries : beignets des brandons de Moudon, bouchon vaudois, caramels à la crème, tarte au (ou à la) raisiné(e), pommes et raisins, gâteau à la papette (tradition de la vallée de Joux), gâteau aux pruneaux du Jeûne, gâteau du Vully (gâteau levé sucré), fines salées de Corcelles, salée au sucre, taillé levé, tarte aux maïs, Biscôme, pains d'épice, Taillé de Goumoëns.
Pains: pain vaudois (à la croix). Les flanges, (ou sange, plate selon les régions) proche du gâtelet du Pays d'Enhaut, sont des pains ronds et plats d'un diamètre de cinquante centimètres. Un trou permet de les suspendre pour l’entreposage.
Boissons : bitter des Diablerets, chèvre (mousseux).
Autres plats vaudois, : Entrées et garnitures : tarte aux courgettes à la menthe, malakoff ou beignets de Vinzel, tomme vaudoise panée, feuilleté aux foies de lapin, ramequin (tartelette au fromage), saucisson en croûte, jambon à l'os avec gratin de pommes de terre et haricot et le cordon bleu.

### Tessin

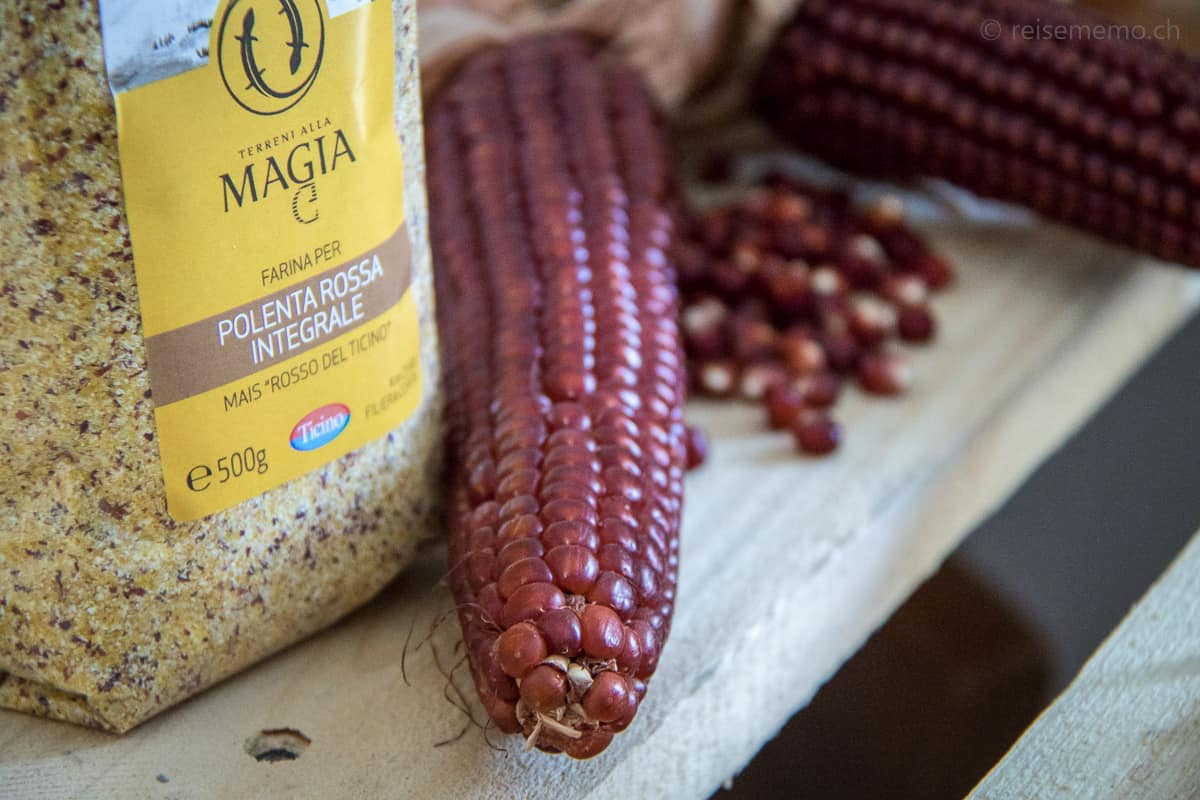
Maïs indigène et polenta.

Les spécialités culinaires du Tessin se distinguent par leur caractère méridional, voire méditerranéen : la polenta, le risotto à la tessinoise, l'osso-buco, la minestrone ainsi que toutes sortes de salaisons (salami, coppa, jambon cru), saucisses et fromages tessinois. Le tout se déguste avec le vin emblématique du canton : le Merlot, à robe rouge sombre et dense, et mûri sous l'ensoleillement généreux du sud des Alpes. Pour les fêtes de fin d'année on partage le panettone, un gâteau traditionnel.
Autres plats tessinois : soupes et potages : busecca. Poissons : féra marinée. Viandes et plats principaux : lapin à la mode du Val Bedretto, risotto al verde (risotto aux épinards), gnocchi au gorgonzola, paupiettes de veau. Desserts et pâtisseries : soufflé de châtaignes, pêches au Merlot et marsala, sabayon au vin blanc, Torta di pane. Beaucoup de plats sont partagés avec la cuisine italienne de la Lombardie et du Piémont, ou des Grisons méridionaux.

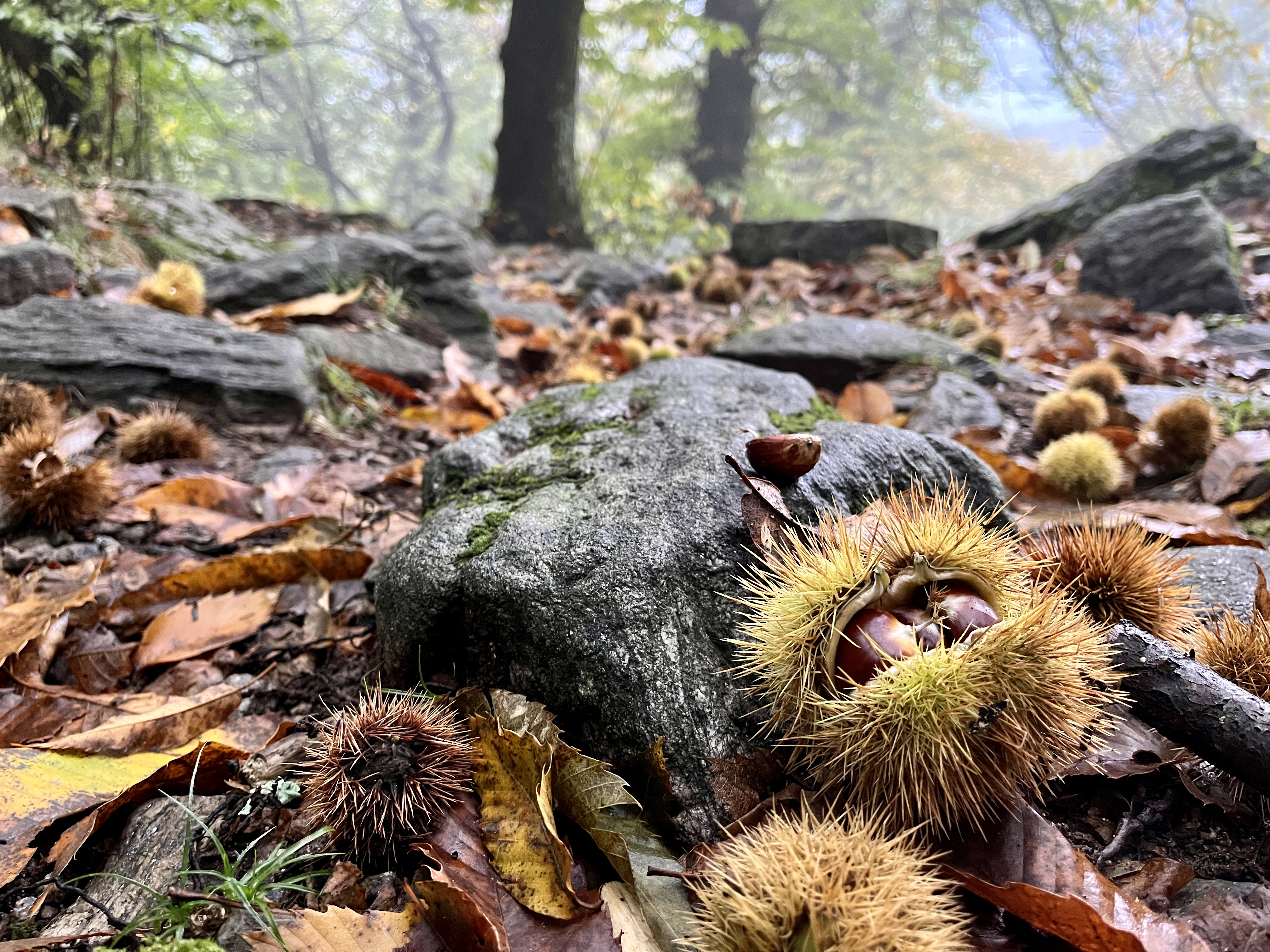
Une châtaigneraie du Tessin en automne.

Le Tessin est le pays de la châtaigne en Suisse avec 98 % des châtaigniers localisés principalement sur les collines du Malcantone,. Le châtaignier, introduit il y a 2000 ans, revêt une très grande importance dans l'histoire du canton, la châtaigne étant souvent une ressource irremplaçable au sud des Alpes. Dans les périodes difficiles, la châtaigne était l'aliment de base de la population, ce qui valut au châtaignier le surnom "d'arbre à pain".
Le Tessin compte aussi une longue tradition fromagère dans les vallées alpines, le Formaggio d'alpe ticinese ou la Formaggella en sont des exemples. L'utilisation de lait de chèvre est très répandue dans la fabrication des fromages tessinois, particulièrement pour les fromages frais comme le Büscion ou la Robiola.
Le Tessin est le principal lieu de production d'olives en Suisse. La culture de l'olive, bien que marginale, est millénaire dans la région. Depuis les années 1980, l'olive connaît un regain d'intérêt et l'huile d'olive est commercialisée en petites quantités. Le régime tessinois est plus riche en huiles végétales, au détriment d'autres matières grasses telles que le beurre ou la crème, comparé au reste de la Suisse.
Le Grotto est un restaurant typique du Tessin, où les spécialités locales sont servies sur des tables en pierre, souvent en plein air pendant la saison estivale. Le Grotto originel désigne toutefois une cave ou une cavité naturelle aménagée, où les aliments étaient stockés à l'abri de la chaleur.

## Restaurants gastronomiques
L'édition 2018 du guide Michelin Suisse distingue 118 restaurants en Suisse, trois restaurants à 3 étoiles, 19 restaurants à 2 étoiles et 96 restaurants à 1 étoile. Elle reste par conséquent le pays comptant le plus grand nombre de restaurants étoilés par habitant. Trois restaurants affichent trois étoiles, le Restaurant de l’Hôtel de Ville à Crissier, dont son chef Franck Giovannini a été nommé cuisinier de l'année 2017 par le Gault et Millau, le « Schauenstein » à Fürstenau dans le Grisons dirigé par Andreas Caminada et le « Cheval Blanc by Peter Knogl » à Bâle. On peut aussi citer Gérard Rabaey, trois étoiles de 1998 à 2011 dans son restaurant Le Pont de Brent à Brent au-dessus de Montreux.